# Nagyvárad
Nagyvárad (románul: Oradea, németül: Großwardein, szlovákul: Veľký Varadín, latinul: Varadinum vagy Magnovaradinum, jiddisül: גרויסווארדיין; Groszvardajn) a romániai Bihar megye székhelye, ma megyei jogú város a Partiumban, a Körösvidéken, a Sebes-Körös partján. A település a régió legnagyobb városa. A lakosság 18,2%-a magyar, körülbelül 10 km-re található a magyar határtól. 2021-es adatok szerint Románia kilencedik legnépesebb városa. Területe 11 556 hektár, az Erdélyi-szigethegység és a Körös–Bánsági-alföld között helyezkedik el.
A 11. századi eredetű városba I. László magyar király helyezte a bihari püspökséget, akit a székesegyház elkészülte után itt is temettek el. A város a török hódoltság ideje alatt többször gazdát cserélt, végleg 1692-ben szabadult fel. 1920-ban, a trianoni béke nyomán került Romániához, korábban a Magyar Királysághoz tartozó Bihar vármegye központja volt.
A 2021-es népszámlálás szerint a város lakossága 183 105 fő volt. A nagyváradi agglomeráció – amely 11 szomszédos községet is magába foglal – 2002-ben 249 746 lakost számlált, ebből 68,2%-uk román, 28,7%-uk magyar nemzetiségű volt, de más nemzetiségek is éltek itt. A két világháború közötti időszakban a város lakosságának 20,6%-át a zsidó közösség alkotta, de jelentős számú német, szlovák és ukrán közösség is megtalálható volt itt.
Nagyvárad ismert magas életszínvonaláról, és gyakran szerepel Románia legélhetőbb városai között. A térség legfontosabb ipari és gazdasági központja, több, Románia szintjén is jelentős vállalat székhelye. A város híres szecessziós (Art Nouveau) építészetéről is, tagja a Réseau Art Nouveau Network-nek és az Art Nouveau European Route-nak (Szecessziós Európai Útvonal).

## Fekvése
A város a Sebes-Körös partjain és a váradi dombságok alatt fekszik.

## Éghajlat
| Hónap                                           | Jan. | Feb. | Már. | Ápr. | Máj. | Jún. | Júl. | Aug. | Szep. | Okt. | Nov. | Dec. | Év   |
| ----------------------------------------------- | ---- | ---- | ---- | ---- | ---- | ---- | ---- | ---- | ----- | ---- | ---- | ---- | ---- |
| Átlagos max. hőmérséklet (°C)                   | 1,4  | 4,7  | 10,7 | 16,9 | 22,1 | 24,9 | 27,1 | 26,8 | 23,0  | 17,1 | 9,3  | 3,4  | 15,7 |
| Átlagos min. hőmérséklet (°C)                   | −5,2 | −2,7 | 1,0  | 5,5  | 10,1 | 12,9 | 14,2 | 13,9 | 10,8  | 5,9  | 1,9  | −2,4 | 5,5  |
| Átl. csapadékmennyiség (mm)                     | 40   | 30   | 37   | 45   | 63   | 91   | 69   | 55   | 40    | 38   | 47   | 49   | 603  |
| Forrás: Administrația Natională de Meteorologie |      |      |      |      |      |      |      |      |       |      |      |      |      |

## Története

### Középkor
Neve a régi magyar várad (= kis vár) főnévből ered. A nagy előtag Kisvárdától különbözteti meg.
Már a 11. században földvár állott itt. Monostorát I. (Szent) László király alapította. A mai vár helyén épült 1083 és 1095 között, és László ide telepítette a bihari püspökséget. Az 1095-ben meghalt királyt Somogyvárott temették el, mert még nem épült meg a váradi székesegyház, 1106-ban (vagy 1113 után) helyezték itteni, végső nyughelyére, sírja 1192-től, szentté avatásától kezdve zarándokhely lett. Itt keletkezett 1217–1235 között a Váradi regestrum, magyar nyelvemlék (szórványemlék).
1241-ben a mongolok megostromolták, és nagy harc után április 15-én elfoglalták. A tatárdúlást Rogerius spalatói (Split) püspök, váradi főesperes Carmen Miserabile (Siralmas ének) című munkájában írja le. (Rogériusz nevét ma városrész viseli.) A várban 2014-ben feltárták egy feltehetően a tatárjárás után, Báthori András püspöksége előtt vagy alatt épült templom maradványait. A Kisboldogasszony-templom fölé építették később a püspöki palotát.
1390. május 20-án a királyi pár: Mária és Zsigmond jelenlétében állították fel Szent László király aranyozott lovasszobrát a székesegyház elé, amelyet a Kolozsvári testvérek készítettek, Czudar János váradi püspök megrendelésére. Itt volt kanonok Janus Pannonius, püspök Vitéz János 1445 és 1465 között, várkapitány Rhédey Ferenc és fia, aki erdélyi fejedelem lett. 1474-ben Ali szendrői bég serege fosztotta ki a várost, de a várat bevenni nem tudta. Ezután az erődöt megerősítették.

### Újkor

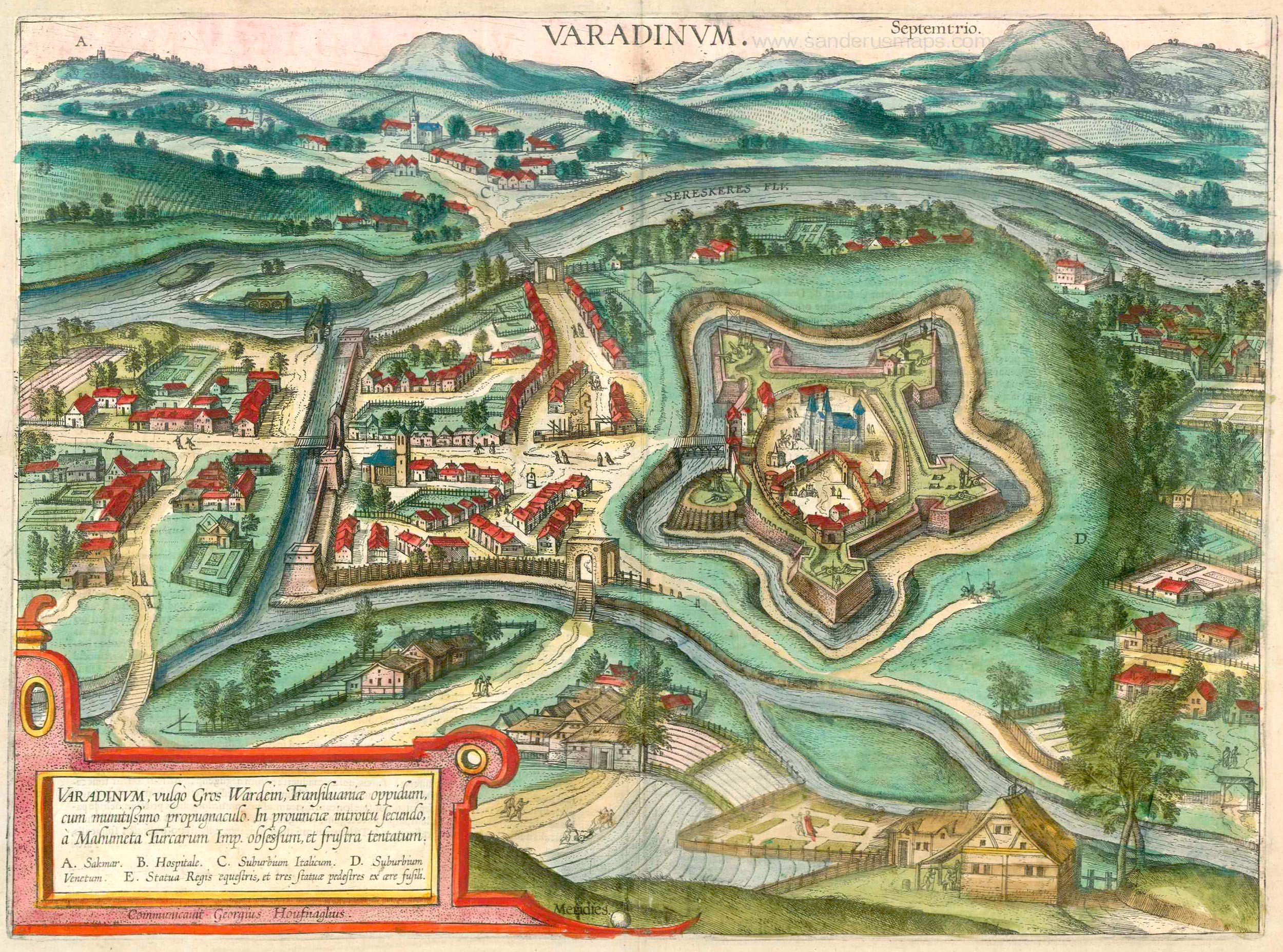
Nagyvárad 1617-ben

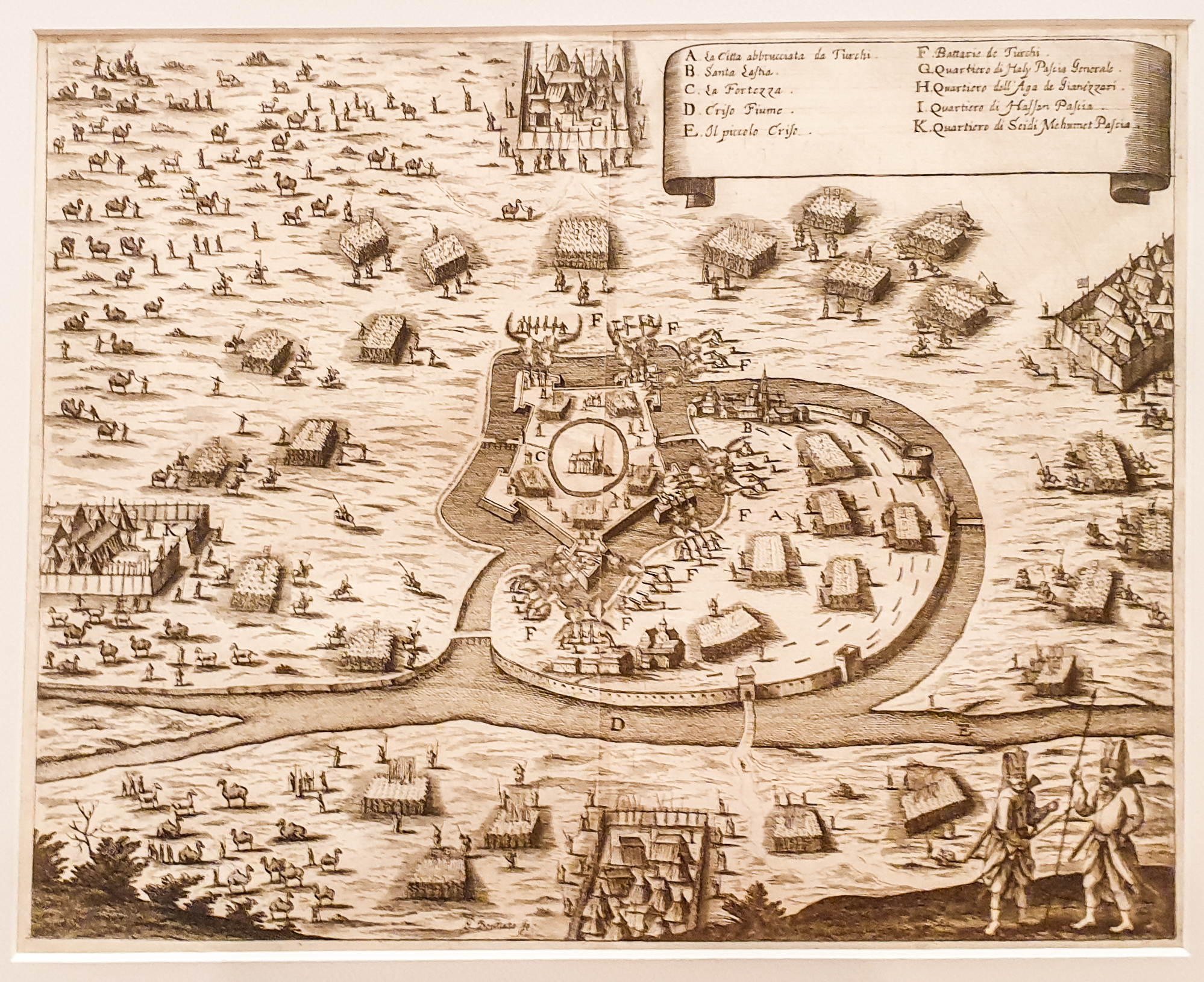
Nagyvárad ostroma 1660-ban

1514-ben a parasztsereg hiába ostromolta. 1538-ban itt kötött békét I. Ferdinánd és Szapolyai János. 1556-ban János Zsigmond vezére, Varkoch Tamás ostromolta és bevette. Ennek során a város és a vár csaknem teljesen elpusztult. 1598-ban a török eredmény nélkül ostromolta.
1613. október 27-én a közelben ölték meg Báthory Gábor erdélyi fejedelmet.
1660. június 6-án itt hunyt el a szászfenesi csatában halálos sebet kapott II. Rákóczi György fejedelem. Július 14-én Ali pasa vette ostrom alá és augusztus 28-án elfoglalta. 1664-ben Rákóczi László megkísérelte Várad felszabadítását, 1689-ben Bádeni Lajos őrgróf ostromolta eredménytelenül. Közben 1685. október 15-én itt fogatta el a váradi pasa Thökölyt, akinek ezzel maradék tekintélye is elveszett, 1686. február 1-jén már hiába fogadta nagy pompával a pasa. 1692-ben Heissler császári lovassági tábornok szabadította fel a várost a töröktől.
Új székesegyháza 1752 és 1779 között épült.
A 20. század elején a magyar kulturális élet egyik legjelentősebb központja volt, Ady Endre költő „Pece-parti Párizsnak” nevezte.

### Az I. világháború után

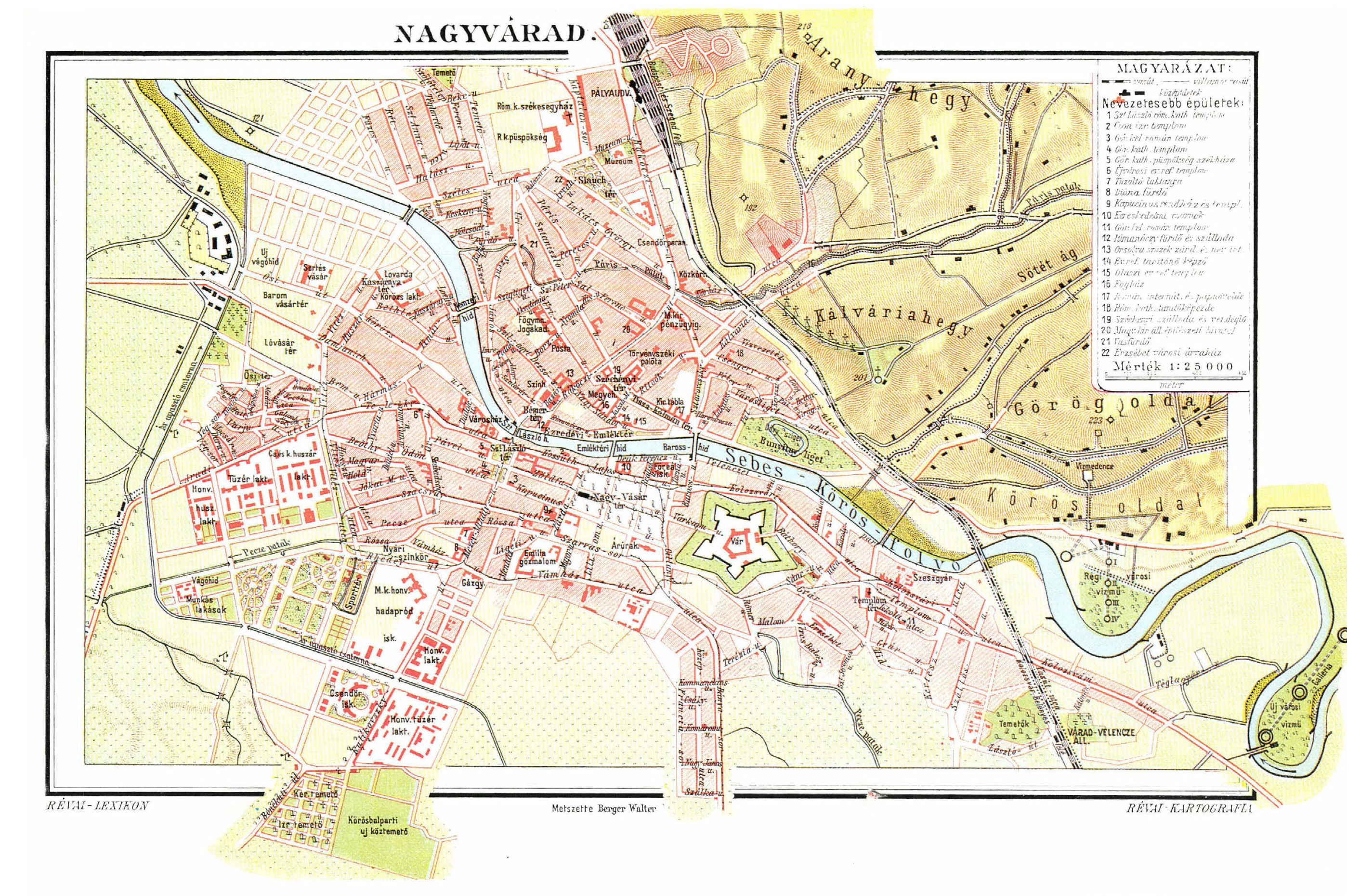
Nagyvárad térképe Trianon előtt

A város 1920-ban, a trianoni békeszerződés nyomán került Romániához. 1940-ben a második bécsi döntés Magyarországnak ítélte a várost, és magyar uralom alatt maradt 1944 végéig.
A vár ma is áll, és bár egy ideig igen leromlott állapotban volt, de mára már teljesen felújították. A kommunista uralom évtizedeiben a román hatóságok mindent elkövettek annak érdekében, hogy a magyar múltra utaló emlékeket megsemmisítsék, meghamisítsák, illetve elrejtsék. Így lett majdnem az enyészet martalékává a vár is. A pusztulásra ítélt erőd elé – a várhoz tartozó feltöltött egykori vizesárokra – magas tömbházakat emeltek, hogy az érdeklődők kíváncsi szeme elől elrejtsék. Ám pár évvel ezelőtt a város vezetése, részben uniós forrásokból teljesen felújíttatta a várat, így ma szinte eredeti pompájában várja látogatóit.
Az Olaszi temetőt, a város és a (vár)megye egyházi, irodalmi és közéleti elitjének temetkezőhelyét 1970-ben bezárták. Ezt követően állapota a folyamatos és rendszeres vandalizmus miatt leromlott, az akkori városvezetés hallgatólagos támogatásával. A nagyváradi önkormányzat 2009-es döntése alapján az akkor már jelentősen elhanyagolt olaszi és szőlősi temetőket felszámolták. Helyükön később parkot alakítottak ki.

### Történelmi városrészek

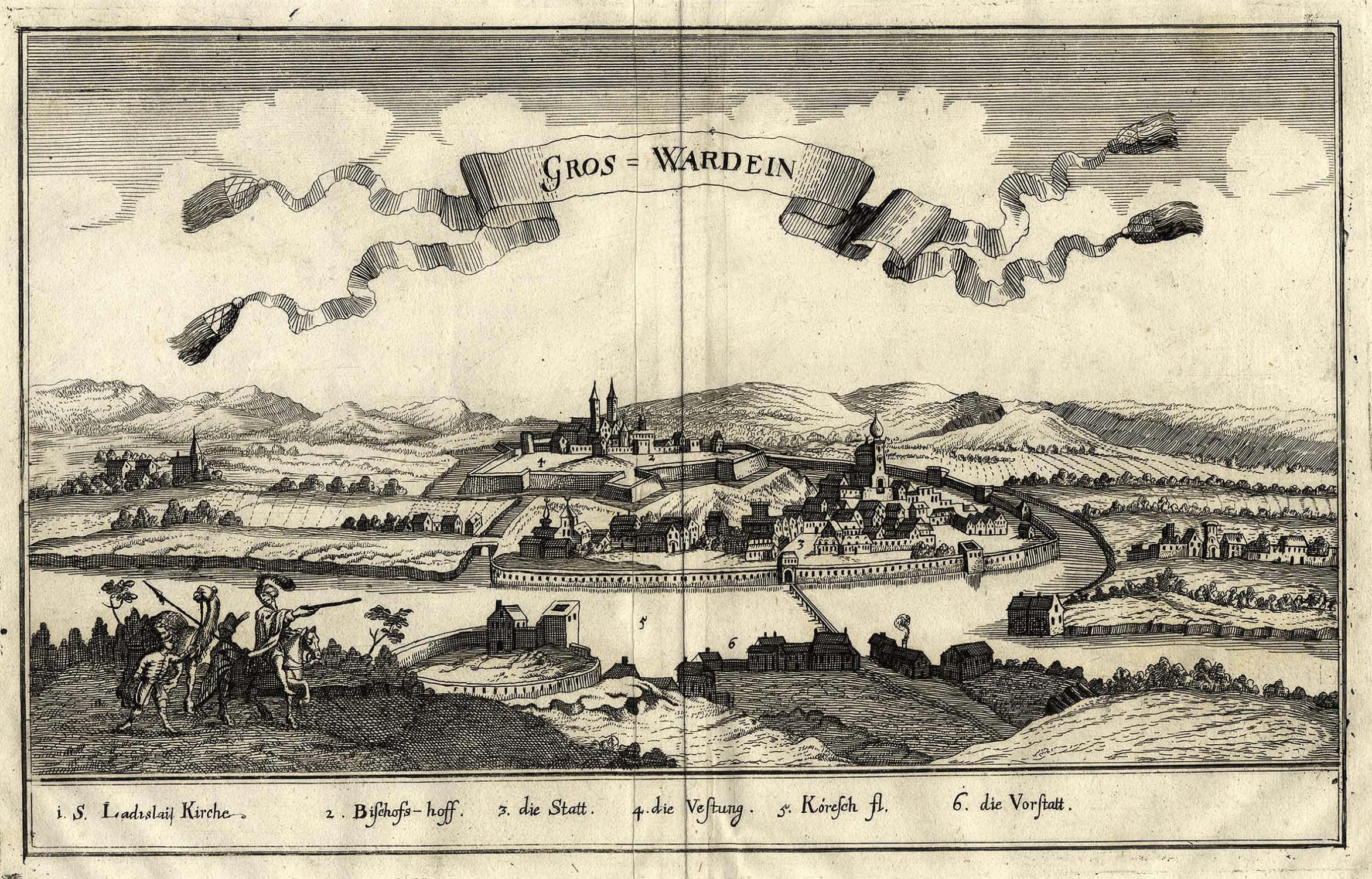
Nagyvárad 1687

Várad régen közigazgatásilag négy városból állt: Várad-Újváros, Várad-Olaszi, Várad-Váralja és Várad-Velence. (Elnevezésük eredete szempontjából Újváros és Váralja beszélő neveket visel, Olaszi és Velence pedig a 12. század folyamán az ott nagy számban megtelepedett vallon lakosság után kapta nevét.) Mind a négy városnak külön közigazgatási hatósága és külön földesura volt. Például Várad-Újvároson a földesúri hatóság jogait a káptalan, Várad-Olasziban pedig a magyar királyi kamarai kincstár gyakorolta.
A forrásokban már a 13. század folyamán említett települések lényegében előzőleg is egy várost alkottak, de a török kiűzése után erőszakkal szétszakították őket. Hogy e helyzetet megszüntessék (és a választókerületeket megállapítsák), a „négy Várad” közössége 1848 áprilisában kérelemmel fordult a népképviseleti országgyűléshez, amelyben „kérik magukat elöbbeni egységükbe s a megyei hatóságoktól független önállásukba visszahelyeztetni”. Ekkorra tehető hazánk többi, úgynevezett központi városának egyesülése is. Nagyvárad összevonását jogilag sokáig mégsem sikerült elismertetni, végül az 1872-ben létrejött korszerű közigazgatási rendszer tett pontot az ügyre.

### Parkok
- December 1. park (az egykori Széna tér helyén található), itt áll 1959-től a román katona szobra.
- Petőfi Sándor-park (az egykori Schlauch-kert, a római katolikus püspöki palota közvetlen szomszédságában, a kommunista érát követően itt kapott helyet Petőfi Sándor, József Attila és Bethlen Gábor fejedelem szobra).
- az egykori Rhédey-kert, ma Bălcescu-park; a jelentős kiterjedésű területet gróf Rhédey Lajos, Bihar vármegye egykori főispánja adományozta a városnak, része a jelenlegi állatkert is, amelynek területén található Rhédey-kápolnát, ahol a mecénás gróf és felesége nyugszanak hosszú évekig istállóként használták. Jelenleg – felújítva – Nagyvárad egyik nevezetessége.
- Bunyitay-liget (a kommunista érában Munkásliget, most Brătianu-park)
- Magnólia-park, a város Rogériusz-negyedében
- Szálka park

## Önkormányzat és közigazgatás

### Városi tanács
A helyi tanács összetétele:
|  | Párt                                        | 2008 | 2012 | 2016 | 2020 | 2020 | 2020 | 2020 | 2020 | 2020 | 2020 | 2020 | 2020 | 2020 | 2020 | 2020 | 2020 | 2020 | 2020 | 2020 | 2020 | 2020 | 2020 | 2020 | 2020 |
|  | Nemzeti Liberális Párt (PNL)                | 10   | 11   | 18   | 20   |      |      |      |      |      |      |      |      |      |      |      |      |      |      |      |      |      |      |      |      |
|  | Romániai Magyar Demokrata Szövetség (RMDSZ) | 7    | 6    | 4    | 4    |      |      |      |      |      |      |      |      |      |      |      |      |      |      |      |      |      |      |      |      |
|  | Szociáldemokrata Párt (PSD)                 | 3    | 6    | 5    | 3    |      |      |      |      |      |      |      |      |      |      |      |      |      |      |      |      |      |      |      |      |
|  | Demokrata Liberális Párt (PD-L)             | 7    | 3    | –    | –    |      |      |      |      |      |      |      |      |      |      |      |      |      |      |      |      |      |      |      |      |
|  | Konzervatív Párt (PC)                       | –    | 1    | –    | –    |      |      |      |      |      |      |      |      |      |      |      |      |      |      |      |      |      |      |      |      |

### Városrészei

Nagyvárad 30 városrésze

Nagyvárad területének jelenleg hatályos 30 városrészre való felosztását 2011-ben hagyta jóvá a városi tanács. Korábban a városrészek lehatárolása és megnevezései nem voltak pontosan definiálva, ezért történelmi és területi elemzések alapján a főépítészi iroda és a megyei kulturális és örökségvédelmi hivatal állította össze a javaslatot, amit az elnevezésekért felelős megyei bizottság is jóváhagyott.
| - Újváros (Orașul nou) - Váralja (Subcetate) - Dorobanţilor - Universităţii - Splaiul Crişanei - Olaszi (Olosig) - Velence (Velenţa) - Gillányi (Dimitrie Cantemir) - Szálka (Salca) - Európa (Europa) | - Aradi út (Calea Aradului) - Őssi (Ioşia) - Észak-Őssi (Ioşia Nord) - Katalin- telep (Decebal–Dacia) - Rogériusz (Rogerius) - Nicolae Iorga - Dózsa György (Gheorghe Doja) - Dragoş Vodă - Mihai Eminescu - Szőllős (Seleuş) | - Nufărul - Nicolae Grigorescu - Biharszentandrási út (Calea Sântandrei) - Dél-Őssi (Ioşia Sud) - Nyugati ipartelep (Zona Industriala Vest) - Biharpüspöki (Episcopia Bihor) - Oncsa (Oncea) - Várad-Hegyalja (Podgoria) - Tokaji telep (Tokai, Cinka Panna) - Keleti ipartelep (Zona Industriala Est) |

## Népessége
- 1787-ben lakossága 9790 fő
- 1830-ban 18 091 fő
- 1850-ben 22 538 fő
- 1857-ben 22 443 fő
- 1869-ben 28 698 fő

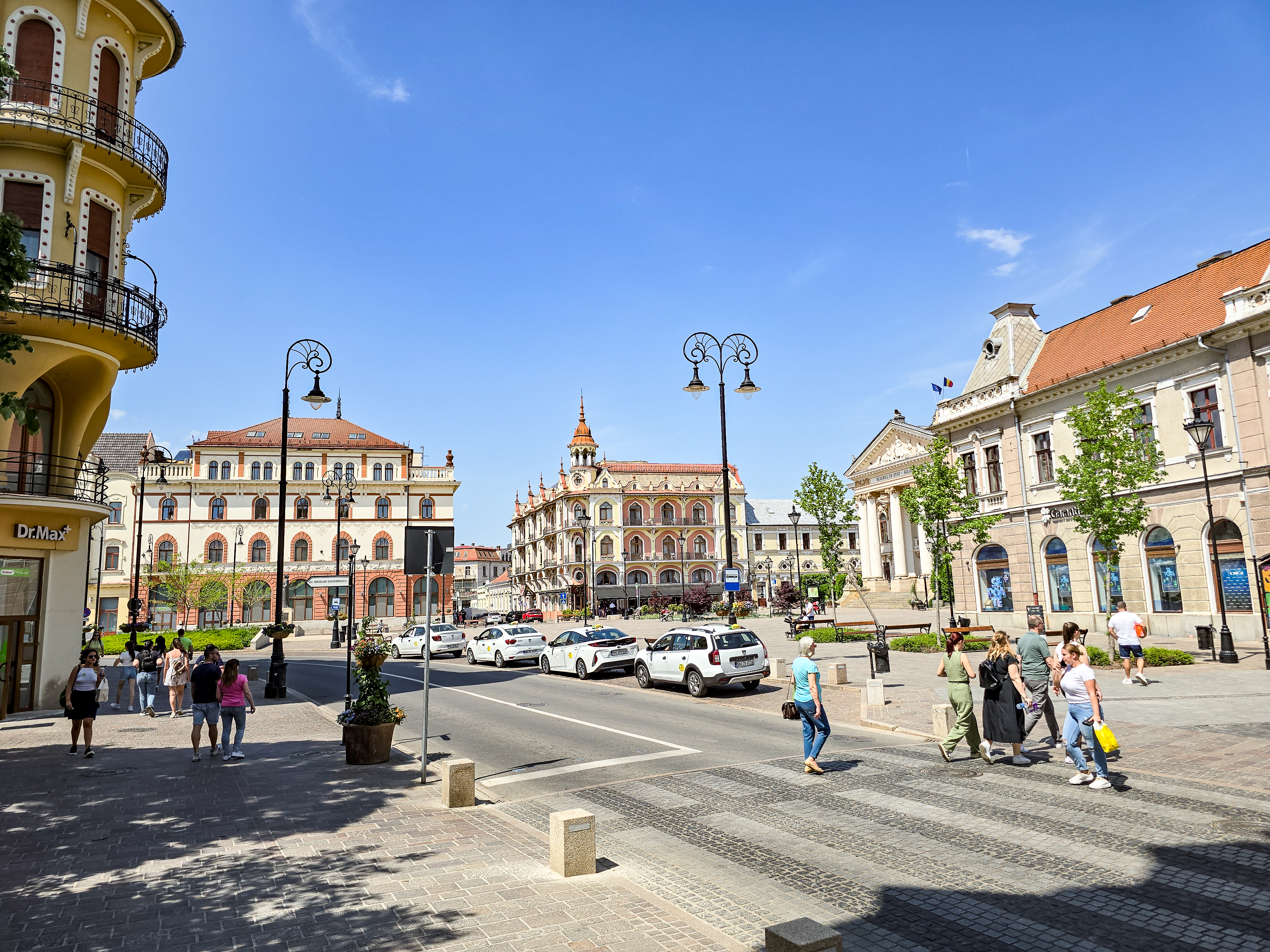
A városközpont részlete, 2025

- 1880-ban a város lakossága 31 324 fő, ebből 86,4% magyar anyanyelvű, 6,6% oláh azaz román, 4% német; hitfelekezet szerint 31,8% római katolikus, 27% református, 26,1% izraelita, 6,7% görögkatolikus, 5,9% ortodox volt
- 1890-ben 38 557 fő, 88,8% magyar anyanyelvű, 6,6% román, 2,6% német; hitfelekezet szerint 31,2% római katolikus, 28,2% református, 26,2% izraelita, 6,5% görögkatolikus, 5,8% ortodox volt
- 1900-ban 47 018 fő, a katonasággal együtt 50 177; ebből 91,3% (44 750 fő) magyar anyanyelvű, 5,1% (3335 fő) román, 2,4% (1404 fő) német
- 1910-ben 64 169 fő, 58 421 magyar (~91%) anyanyelvű, 3604 román, 1416 német, 279 szlovák és 159 lengyel volt
- 1941-ben 98 621 fő, ebből 90 715 magyar, 5104 román, 696 német, 110 szlovák, 1560 zsidó, 107 cigány, 2106 egyéb nemzetiségű
- 1956-ban 99 663 fő, ebből 59 072 magyar, 35 644 román, 344 német, 106 szlovák, 3610 zsidó, 4603 egyéb nemzetiségű
- 1966-ban 122 534 fő, ebből 62 955 magyar, 56 436 román, 518 német, 178 szlovák, 1463 zsidó, 2625 egyéb nemzetiségű
- 1977-ben 170 531 fő, ebből 75 125 magyar, 91 925 román, 618 német, 213 szlovák, 785 zsidó, 2863 egyéb nemzetiségű
- 1992-ben 222 741 fő, ebből 144 244 román, 74 225 magyar, 2137 cigány, 959 német és 1176 egyéb nemzetiségű
- 2002-ben, a 206 527 főből (az előfalvakban élőkkel együtt) már csak 56 830 (27,5%) magyar, 145 295 (70,4%) román lakosa volt, valamint cigány: 2466 (1,2%), német: 566 (0,3%), szlovák: 477 (0,2%), zsidó: 172, ukrán: 76, bolgár: 25, orosz: 25, szerb: 17, cseh: 9, török: 9.
- 2011-ben 196 367 fő, ebből 46 518 magyar (23,7%), 133 224 román (67,8%), 775 cigány (0,4%) és 183 német. Más anyanyelvű 938, illetve 14 729 fő (7,5%) nem nyilatkozott hovatartozásáról.[13] Utóbbi tényező egyértelműen torzítja az arányokat, így feltételezhető, hogy a magyarok valós aránya a népszámláláskor 25-26% körül lehetett.

### A nagyváradi zsidóság
Zsidók már Árpád házi királyaink ideje óta tartózkodnak Magyarország területén. Különböző uralkodók hol szigorúbban, hol nagylelkűen bánnak velük, ám ha bizonyos megszorítások mellett is, mindvégig megtűrik őket, sőt időnként fontos pozíciókat töltenek be leginkább a pénzügyek berkeiben. A nagyurakkal annyira jól kijönnek, hogy többnek van „házi zsidaja”, aki lehetett ispán, ügynök, kocsmáros, vagy bankár.
Az 1102-1103. évi országgyűlésen helybenhagyták Kálmán király rendeletét, mely szerint zsidó csak püspöki székvárosban telepedhet le, aminek alapján – lévén hogy Várad annak idején püspöki székhely volt – kijelenthetjük, hogy már abban az időben voltak zsidó lakosai. A tatárjárás, valamint a török invázió alatt a levéltári dokumentumok nagyrésze megsemmisült. Kálmán király idejében Ausztria felől tömegesen érkeztek bevándorlók, majd IV. Béla városfejlesztési ambicióinak köszönhetően szintén. 
Egy 1489-ből származó levéltári dokumentum megemlít egy Jósa nevű nagyváradi zsidót. 
Magyar sajátosság, hogy a zsidók eleinte nem a városokban, hanem a földesurak oltalma alatt telepedtek meg. Királyi városokban kevés zsidó lakott, a bányavárosokba egyáltalán nem engedték be őket. Csak a 19. század közepén jelentek meg itt nagyobb számban. Nagyvárad későbbi Váralja kerületét zsidók hozták létre.
1731-ben létrejött a Nagyváradi Izraelita Szentegylet (Hevra Kadisa).
A zsidók jogfosztott helyzete Magyarországon (is) a liberalizmus eszméinek terjedésével kezdett megváltozni, a reformkorban a különböző rendi országgyűléseken sorra előkerült az emancipáció, a jogegyenlőség kérdése. A polgárosodás folyamatát a zsidó lakosság lelkesedéssel fogadta, közülük rendkívül nagy számban vettek részt az 1848–1849-es szabadságharcban. Nyilvánvaló hazaszeretetük elismeréseként 1849 nyarán a nemzetgyűlés kimondta ugyan jogegyenlőségüket, de a szabadságharc bukása miatt a törvény nem lett hatályos. Végül a kiegyezés után közvetlenül, 1867-ben valósult meg a zsidó emancipáció, a zsidók egyenrangú állampolgári jogokat kaptak a keresztényekkel, sőt 1895-től pedig hivatalos vallás lett.
1870. február 9-én megalakult Nagyváradon a zsidó hitközség, melynek első elnöke az a Brüll Lipót (Ady Endre Lédájának nagyapja), aki a Kereskedelmi Csarnok elnöke is volt 12 éven át.
A második világháborút megelőzően Nagyváradon 29 zsinagóga működött, a 30.000-33.000 fős zsidó közösség pedig a lakosság harmadát tette ki. A város a békeidőkben felvirágzott: zsidó polgárai egyenjogúságukat elnyerve a magyar mintát követték, igyekeztek a társadalom elitjéhez tartozni, és méltán közülük kerültek ki a város legjobb kereskedői és szakemberei.
Valamennyi vallási irányzatot megtaláljuk a két világháború között. A helybéli zsidóság alig egynegyedét felölelő neológ hitközség élén a nagy tudású Kecskeméti Lipót állt, aki a magyarok iránti hűségével tűnt ki. A román hatóságok által bezáratott állami főreáliskolai tanári karból és diákságból 1929 őszén létrehozta a zsidó gimnáziumot. Ez öt évig magyar tannyelven működött, ekkor megvonták nyilvánossági jogát, így kénytelenek voltak áttérni román tannyelvre. Kecskeméti gyűjtésének köszönhetően az épületet emelettel bővítették ki, így újból nyilvánossági jogot kaptak. Az intézet 1930-ban felvette jótevője nevét: Kecskeméti Lipót Izraelita Líceum.
Az ortodox hitközség hívta meg Fuchs Benjámint (1878–1936) apja, Fuchs Mór (Fuchs Mose Cvi Hirsch) helyébe. Ő klasszikus német nyelven prédikált, de magyar műveltséggel is rendelkezett. Az ortodoxia felvilágosultabb szárnyát képviselte. Mellette az első világháború forgatagából 1915-ben ide menekült wizsnici rebbe, Jiszráel Hager is Váradon tevékenykedett haszid udvartartással. Mindhárom vezető 1936-ban, gyors egymásutánban elhalálozott. Egyiküknek sem akadt méltó utóda. A zsidó kórház tovább működött, 1926-ban szülészettel bővült, 1929-ben épületét megnagyobbították.
Nagyváradi ortodox rabbik: 1. Elijahu Zahlen (tisztségének pontos periódusa még tisztázatlan) 2. Naftali Hirsch Lipchowitz 1760-1773; 3. Eliyahu mi-Pintsov 1775-1780; 4. Feisch Wiener 1780-1803; 5. Sofer József 1803-1810; 6. Rosenfeld József 1810-1838; 7. Wahrmann Dávid József 1838-1852; 8. Landesberg Izrael Áron Izsák 1852-1879; 9. Fuchs Mór 1882-1911; 10. Fuchs Benjámin 1911-1936. 
Neológ rabbik: 1. Rosenberg Sándor 1870-1877; 2. Kohut Sándor 1884-1885; 3. dr. Kecskeméti Lipót 1890-1936; 4. Vajda István 1939-1944. Haszid rabbik: 1. Jiszráel Hager 1915-1936; 2. Hayyim Meir Hager 1936-1944.
1944-ben, a magyar közigazgatás idején Nagyváradon is végbement a holokauszt: a zsidókat táborokba gyűjtötték, egy „pénzverde” nevű helyen megkínozták őket, hogy kiverjék belőlük elrejtett értékeik helyét, majd megsemmisítő táborokba szállították őket.

## Közlekedés

### Közösségi közlekedés
A városnak négy vasútállomása van: Központi pályaudvar, Keleti (Velencei) pályaudvar, Nyugati (Őssi) pályaudvar, Biharpüspöki vasútállomás, ez utóbbi egyben határátkelő is. Vasútvonalak indulnak nyugat (Püspökladány), észak (Nagykároly, Szatmárnémeti), kelet (Kolozsvár, Félixfürdő (Vaskoh)) és dél (Nagyszalonta (Békéscsaba), Körösszeg (Vésztő)) felé.
Nagyváradon 1906. április 5-én indult be a helyi villamosközlekedés.

#### Nagyvárad vasúttörténete
Nagyvárad bekapcsolása a vasúthálózatba már Széchenyi István javaslatában szerepel, és később is több terv született az Alföld és Erdély határán található város hálózatba kapcsolására, mely fekvése miatt mindig is fontos közlekedési és kereskedelmi csomópont volt.

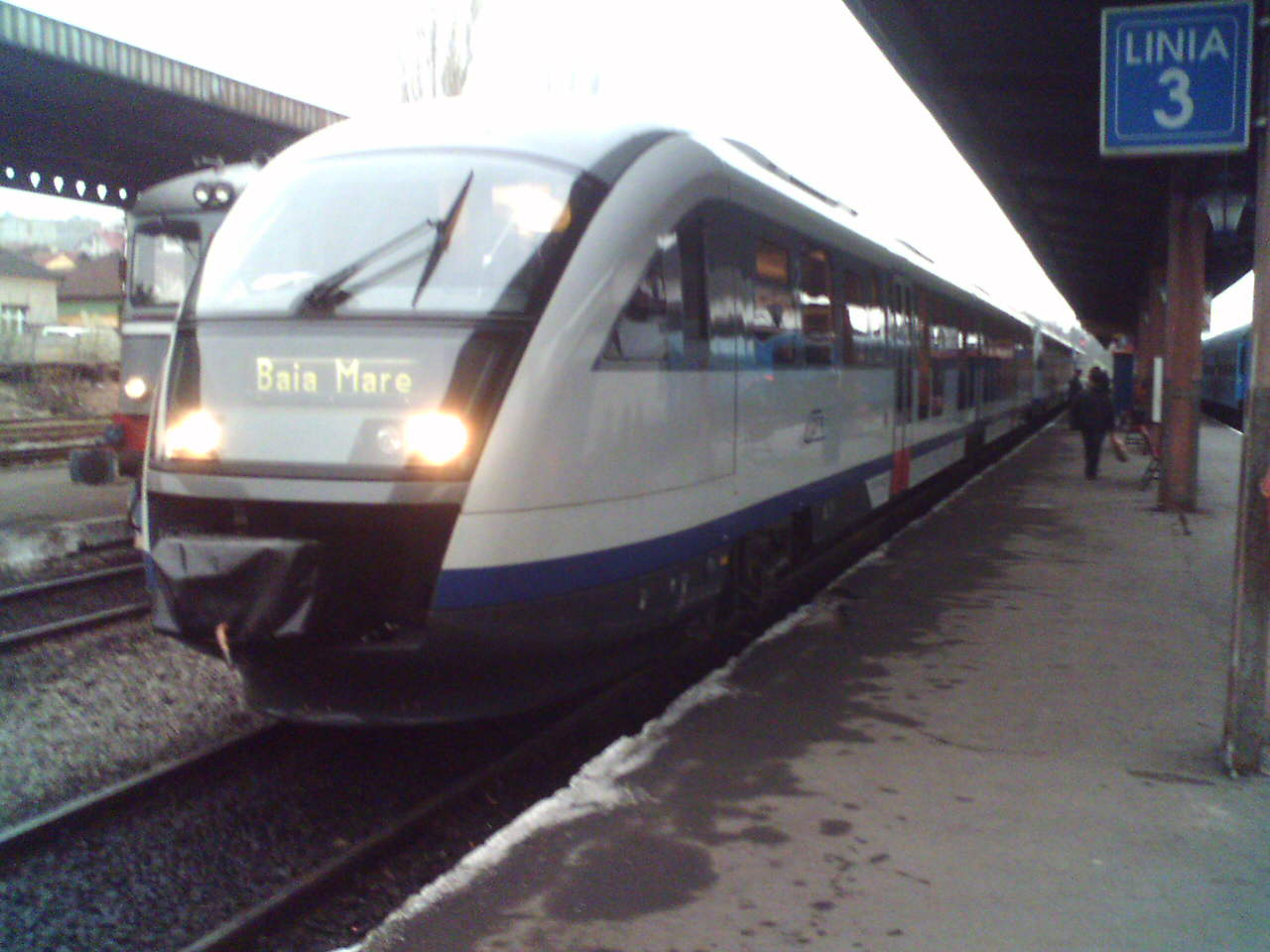
Siemens Desiro vonat a nagyváradi állomáson

- 1858. április 24-én adták át a Nagyvárad–Püspökladány vasútvonalat, s ezzel a város bekapcsolódott a vasúti közlekedésbe. A vonalat a Tiszavidéki Vasúttársaság építette.
- 1870. szeptember 7-én avatták fel a Nagyvárad–Kolozsvár közötti 152 km hosszú vasúti pályát, mely biztosította a régóta várt kapcsolatot Erdély felé. Az építkezést sorozatos pénzügyi gondok és botrányok kísérték, a befejezés is sokat csúszott. A vonalat a Magyar Keleti Vasúttársaság építtette, azonban hamarosan a magyar állam tulajdonába került.
- 1871-ben Nagyvárad vált az Alföld–Fiumei Vasút kiinduló állomásává. Az Alföld–Fiumei Vasúttársaság (AFVT) 393 km hosszú Nagyvárad–Eszék–Villány vonala abból a célból épült, hogy az Alföld terményeit Budapest érintése nélkül, közvetlenül lehessen a fiumei kikötőbe szállítani. Az 1869 és 1871 között hat részletben üzembe helyezett vasútvonal utolsó szakaszaként 1871. szeptember 14-én nyílt meg a Nagyvárad–Csaba (ma: Békéscsaba) közötti vonal 87 km hosszban. A vonalat a trianoni határ kettévágta, így egy több mint 50 km-es szakasza esik a mai Románia területére Nagyvárad–Nagyszalonta–Kötegyán között.
- 1882. augusztus 28. Megnyílt Magyarország első közúti vasútja Nagyváradon, melyet 1896. június 27-ig kizárólag teherszállításra használtak.
- 1885. május 14. Megnyílt a Nagyvárad–Belényes–Vaskohi HÉV Váradvelence–Püspökfürdő közötti vonala. Hossza: 2 km. 1963-ig működött, ekkor felszámolták.
- 1886. június 16. Megnyílt a Nagyvárad–Belényes–Vaskohi HÉV Rontó–Drágcséke közötti vonala. Hossza: 25 km.
- 1887. augusztus 19. Megnyílt a Nagyvárad–Belényes–Vaskohi HÉV Drágcséke–Belényes közötti vonala. Hossza: 54 km.
- 1887. november 14. Megnyílt a Nagyvárad–Belényes–Vaskohi HÉV Belényes–Vaskoh (hossza: 27 km) és Szombatság–Rogoz–Dobrest (hossza: 10 km) közötti vonala.
- 1887-ben a Bihari HÉV építette a Nagyvárad (Őssipuszta)–Körösszeg–Körösnagyharsány–Kótpuszta vasutat. Sorsát Trianon pecsételte meg, nyomvonala – néhol még a rozsdásodó vágányok is – a határ magyar oldalán megszemlélhető. Magyarországra eső szakasza a Körösnagyharsány–Vésztő–Gyoma-vasútvonal része.
- 1911. január 28-án nyílt meg a Debrecen–Nagyváradi HÉV Debrecen–Nagykereki–Nagyvárad vonala. A vasutat kettémetszette a trianoni határ, így a magyar oldalon csak Nagykerekiig járnak a vonatok, a pálya folytatását Nagyváradig fölszedték.

1883-ban Nagyvárad állomáson a vágányok hossza meghaladta a 17,7 km-t, két átmenő fővágánya, 5 megelőző-, 14 kezelő-, 17 csonka vágánya és hatvágányos vontatási telepe volt. A vágányokat 96 kitérő és két fordítókorong kapcsolta össze. A felvételi épületen kívül két nagy áruraktár, egy gabonaszín, 18 állásos mozdonyszín és több kisebb épület segítette az üzemvitelt.
A Tiszavidéki Vasút teljes vonalhálózatát, beleértve a nagyváradi és aradi csatlakozó állomásokat is, 1880. január 1-jével az ugyanez évi XXXVIII. törvénycikk alapján államosította a magyar kormány. A Tiszavidéki Vasút 1858-ban megnyílt nagyváradi vonalszakaszán Biharpüspöki, az Aradin Kürtös állomáson volt a Tiszavidéki Vasútnak szép felvételi állomásépülete. A TVV felvételi épületeinek tervcsaládjából a legnagyobb (városi) épületalakzatot építették fel Aradon és Nagyváradon. Mindegyik előtt a TVV fából ácsolt, három vágányt fedő facsarnoka is állt. A 19–20. század fordulóján, amikor a MÁV minden magyar városban új, a városi középületek sorába jól illő, reprezentatív, a historizmus stílusarchitektúrájában fogant új állomásépületet telepített, akkor Nagyváradon viszont helyi építész közreműködésével a régi állomásépületet építették át. Az épület ugyanúgy a reneszánsz architektúrát tükrözi, mégis eltérő jellegű, mint azt a MÁV saját tervezésű alkotásainál ismerjük. Az 1980-as években az állomás fedett peronjának öntöttvasból készült eredeti tartószerkezetét és -oszlopait kicserélték jellegtelen hegesztett tartókra; az ok nyilvánvaló volt: túlságosan zavaró volt látni valamennyi elemen a rajtuk „éktelenkedő” Budapest feliratot, ugyanis ott készültek ezek a mesterdarabok. Ekkor tüntették el a peron felőli homlokzaton addig megbújt, a falba eredetileg bedolgozott öntöttvaskorongot, melynek felirata: Nagyvárad Magyar Császári és Királyi Város.

### Közúti közlekedés
A városon át fut Románia legfontosabb útvonala, az E60-as út (Bécset a Fekete-tengerrel köti össze), amely összeköttetést nyújt Budapesttel (250 km), illetve több romániai várossal: Kolozsvár (152 km), Marosvásárhely (250 km), Brassó (400 km), Bukarest (595 km). A város a tervezett észak-erdélyi autópályától is csupán 15 km-re található.

### Légi közlekedés
A város szélén, az Arad felé vezető út mellett található a nagyváradi nemzetközi repülőtér.

## Kultúra

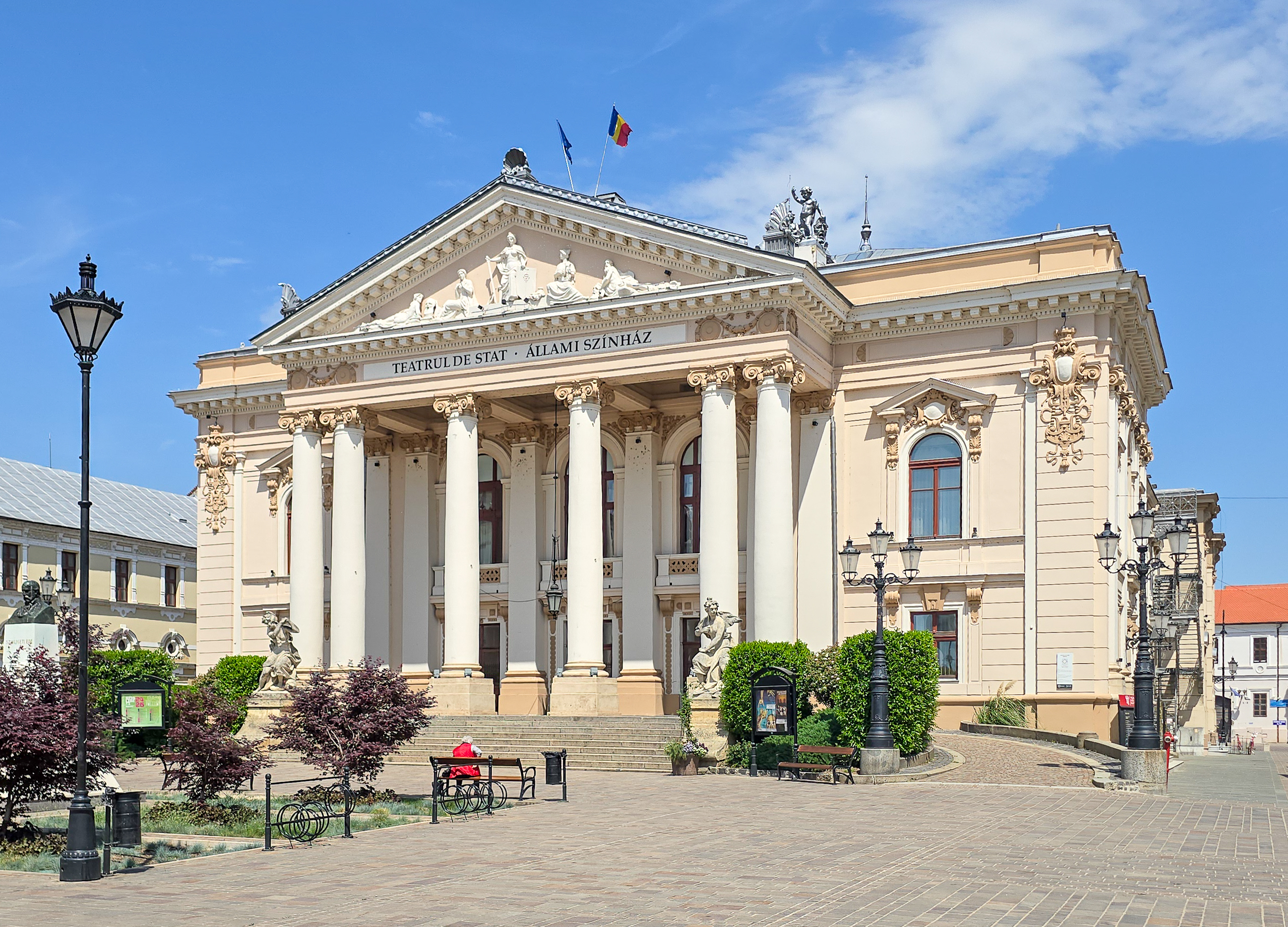
A nagyváradi Állami színház

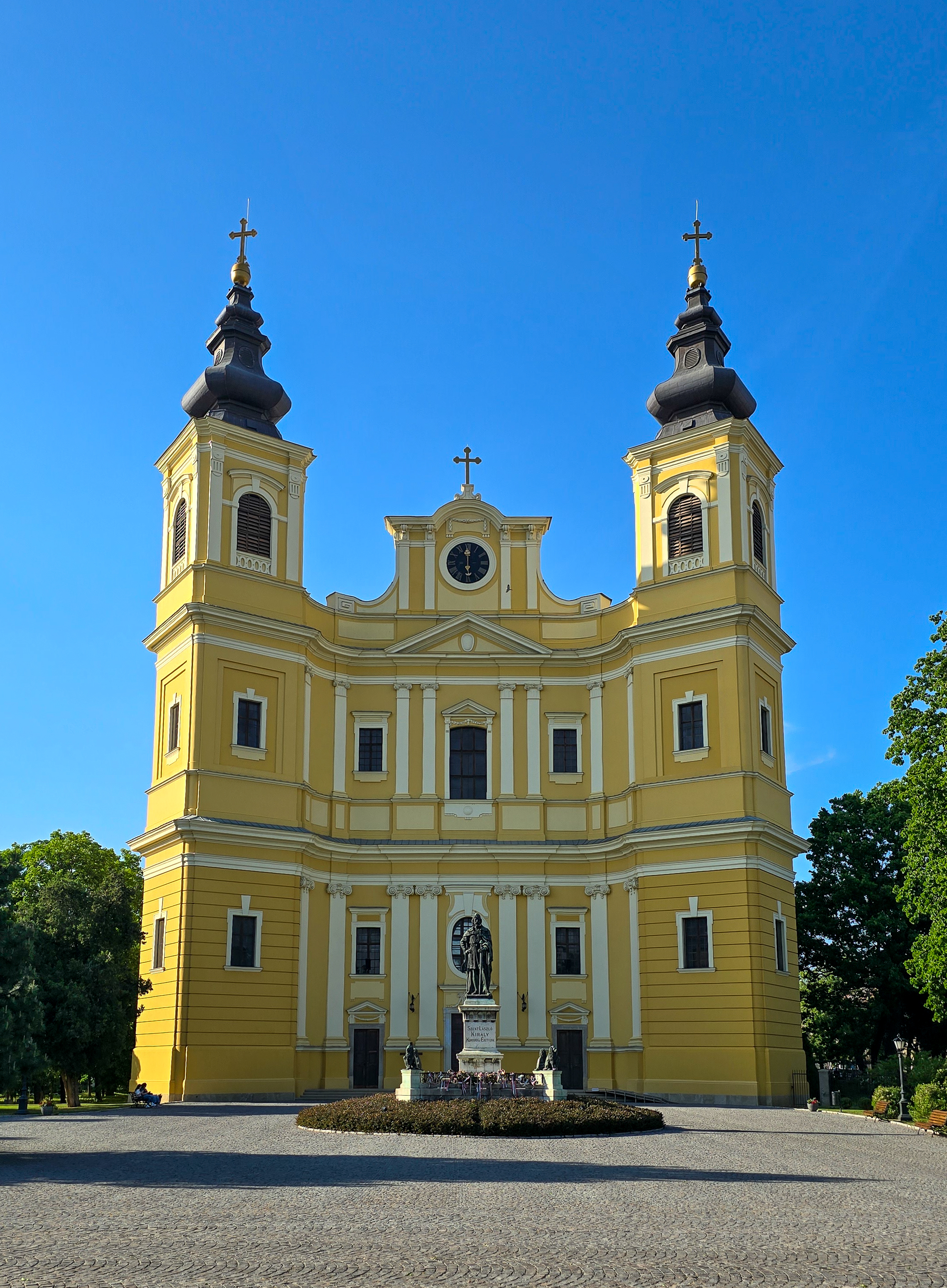
Nagyváradi római katolikus székesegyház

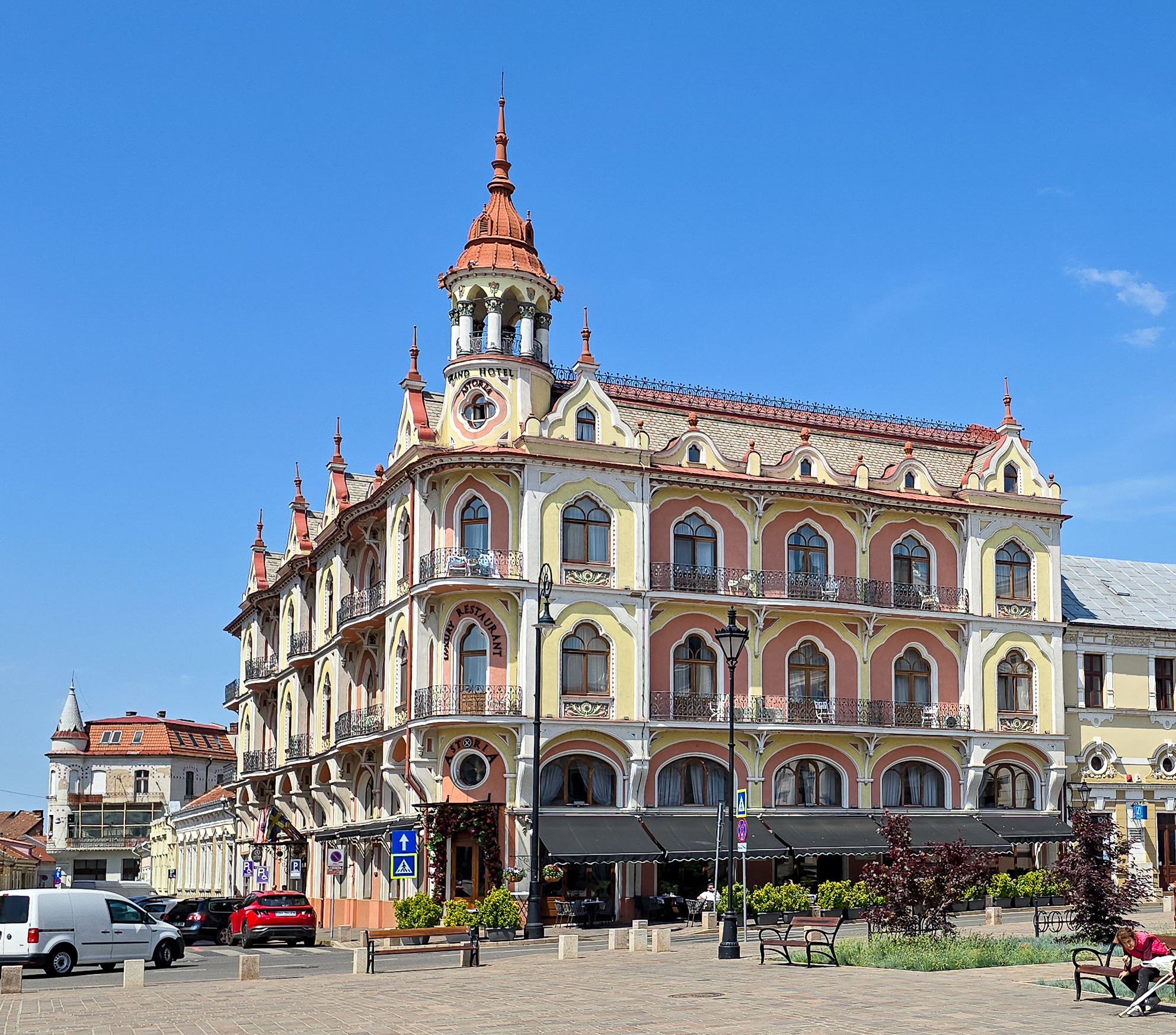
Az EMKE Kávéház (ma Astoria Szálló), a Holnap Irodalmi Társaság alapításának a helyszíne

### Nagyvárad sajtótörténete
1862 szeptemberében jelent meg az első, modern értelemben vett nagyváradi újság, a Bihar. A lap 1863. október 30-án megszűnt, majd 1867–1884 között újra megjelent. A lap tulajdonosa Hügel Ottó, szerkesztője Győrffy Gyula volt. A hivatásos nagyváradi újságírás kezdete az 1868-ban indult Nagyváradi Lapokhoz fűződik. Hügel Ottó adta ki, Sipos Ádám szerkesztésében. 1870-ben megszűnt. Még ebben az évben, július 3-án megjelent a Nagyvárad című napilap első száma. Hügel Ottó ebben is közreműködött, főszerkesztőként. A lap szerkesztését 1891-ben Iványi Ödön (1854–1893) újságíró vette át.
1871 júniusa és decembere között jelent meg a Biharmegyei Közlöny. 1874. június 17-én megjelent a Szabadság című napilap. Tulajdonosa és kiadója Laszky Ármin, első szerkesztője Dus László volt. 1895 szeptembere és 1896 májusa között Nagyváradon tartózkodott és ennél a lapnál újságíróskodott Krúdy Gyula, 1900. január 1-jén pedig Ady Endre érkezett Debrecenből és ő is a lapnál dolgozott, 1903 októberéig.
1880-ban napvilágot látott a Biharmegyei Lapok, de csak néhány lapszámig jutott el. 1892-ben jelent meg Nagyváradon a Kataszteri Közlöny, az első magyar földmérési folyóirat. 1895-ben pedig a Tiszántúl című napilap, ami 1898-ban kéthetente, majd hetente megjelenő lapból napilappá vált, és a korszak legjobb katolikus sajtójának színvonalára emelkedett.
1898 őszén Fehér Dezső lemondott a Nagyvárad főszerkesztőségéről, és pár nap múlva, 1898. október elsején új lapot adott ki, a Nagyváradi Naplót. A lap liberalizmus felé mutató hangját Lovassy Andor szerkesztő teszi következetessé. Várad tekintélyes számú zsidósága – a gazdasági erőt képviselő vállalkozói réteg – hamar magáénak tekintette az új kiadványt, elfogadta és igényelte is a szerkesztőség enyhén radikális tónusát, az egyházellenes pozíciót se kifogásolta, lelkiismeretes olvasója, előfizetője lett a Nagyváradi Naplónak. 1901. december 10-től Ady Endre ide jött át a Szabadságtól segédszerkesztőnek. A lap utolsó száma 1934. január 4-én jelent meg. Sosem kötött kompromisszumot a román hatalommal, mégis 15 esztendeig állta a Trianon utáni megváltozott helyzetben a sarat, s szolgálta olvasóit.
Egyéb említésre méltó lapok és első megjelenési évük: Színházi Újság (1900), Nagyváradi Magyar Színpad (1901, rövid ideig élt), Nagyváradi Színpad (1902), Nagyváradi Friss Újság (1902).
A jelentősebb egykori nagyváradi publicisták: Rádl Ödön, Ritoók Zsigmond, Márkus László, Hlatky Endre, Fehér Dezső, Hegedűs Nándor, Várady Zsigmond. A nagyváradi redakciók egyszersmind az új magyar irodalomnak is műhelyei voltak, korábban Iványi Ödön és Thury Zoltán, később Ady Endre, Balázs Béla, Bíró Lajos, Dutka Ákos, Emőd Tamás, Juhász Gyula, Nagy Endre, Somlyó Zoltán neve minősítette a város irodalmi életét.

#### A magyar sajtó Trianon után
Az 1919. június 22-én indult váradi lap, a Tavasz, Nagyvárad első irodalmi folyóirata indult a Trianon utáni városban elsőként. Alig három napra rá, június 25-én, másik irodalmi lap is megjelent, a Magyar Szó, ezt Tabéry Géza adta ki.
Az impériumváltás csaknem megfojtotta a kisebbségi újságírást. A cenzúra miatt gyakran jelentek meg fehér foltok, sőt fehér oldalak is a lapban. Új közlési módot kell tanulni, a cenzúrát kijátszót. A szakma gyakorlását biztosító jogok megszűntek a magyar nyelven írók számára. Sok lap hamar eltűnt, mégsem maradt lap nélkül Várad.
Az Új Nagyvárad helyét 1919 decemberében a Nagyváradi Estilap vette át. 1931-ig megjelent a bulvárlapként számontartott Nagyváradi Friss Újság is. Helyette alapították 1932-ben az Erdélyi Magyarságot. 1929 és 1932 között jelent meg a Magyar Szó irodalmi, művészeti és társadalmi lap. Szerkesztői 1933-ban az Erdélyi Magyar Szó című lapot, majd helyette 1933-tól 1935-ig a Magyar Hírlapot szerkesztették. A legjelentősebb napilap az 1932-ben megjelent Erdélyi Lapok volt, melynek kiadója Erdélyi Néplap címen 1934 és 1940 között „egylejes lapot” is nyom. 1929-ben néhányszor megjelent az illegális Kommunista Párt lapja, az Alkalmazott is és 1931-ben három számot ért meg a Tömegkultúra című antifasiszta sajtó. 1938-tól 1941. június végéig a Bihari Hírlap hetente jelent meg.
Számottevő a nehézségek ellenére megjelenő, majd eltűnő lapok (köztük a román-magyar nyelven megjelenők) és periodikák száma Trianontól a második világháború végéig. Dr. Indig Ottó tanulmányából idézünk: „A jelzett alig több mint negyed évszázadnyi korszakban Váradnak összesen 81 újsága, napi- vagy hetilapja, kéthetenként avagy havonta megjelenő sajtókiadványa volt! Gyakoriak voltak az új lapalapítások, és csaknem hasonló gyakoriságúak a megszűnések. Sok kezdeményezés élettartama csak egy mutatványszámra korlátozódott (!), más kísérletek egy-két hónapig húzódtak, s annak, amelyik egy-két évet is kibírt, esélye volt a hosszabb fennmaradásra is. A legtöbb új lapot 1933-ban hozták létre (13), majd 1929 (9) és 1931 (8) volt sajtó tekintetében a legjobb év. Akadtak olyan esztendők is, amikor egyetlen új lapot sem indítottak Váradon. Ilyen volt 1925, 1937, 1939 és 1940. Csak egyetlen lapindítás történt 1919, 1922, 1926, 1928, 1935, 1936, 1938-ban. 1930-ban és 1932-ben öt-öt újságot, 1921-ben hatot, 1920-ban hetet indítottak Váradon.
Érdekes és szinte érthetetlen, hogy a bécsi döntés után mindössze három új magyar lap kezdte meg működését A Holnap városában, de még olyanok is megszűntek, amelyek korábban gyökeret eresztettek Várad sajtótalajában”, köztük az 1870 óta prosperáló Nagyvárad című napilap 1944-ben szűnt meg.

#### 1989 után
A nyomtatott sajtó területén is számottevő változások indultak, a Fáklya helyébe lépett a Bihari Napló, megindult a Kelet-Nyugat, sőt gyermeklapot is indítottak Szemfüles és irodalmi újságot Sziget címen.

## Turizmus

### Építészeti remekek, műemlékek
- Nagyváradi vár

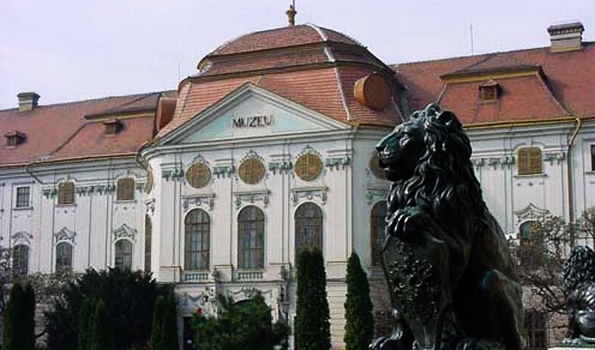
A római katolikus püspöki palota

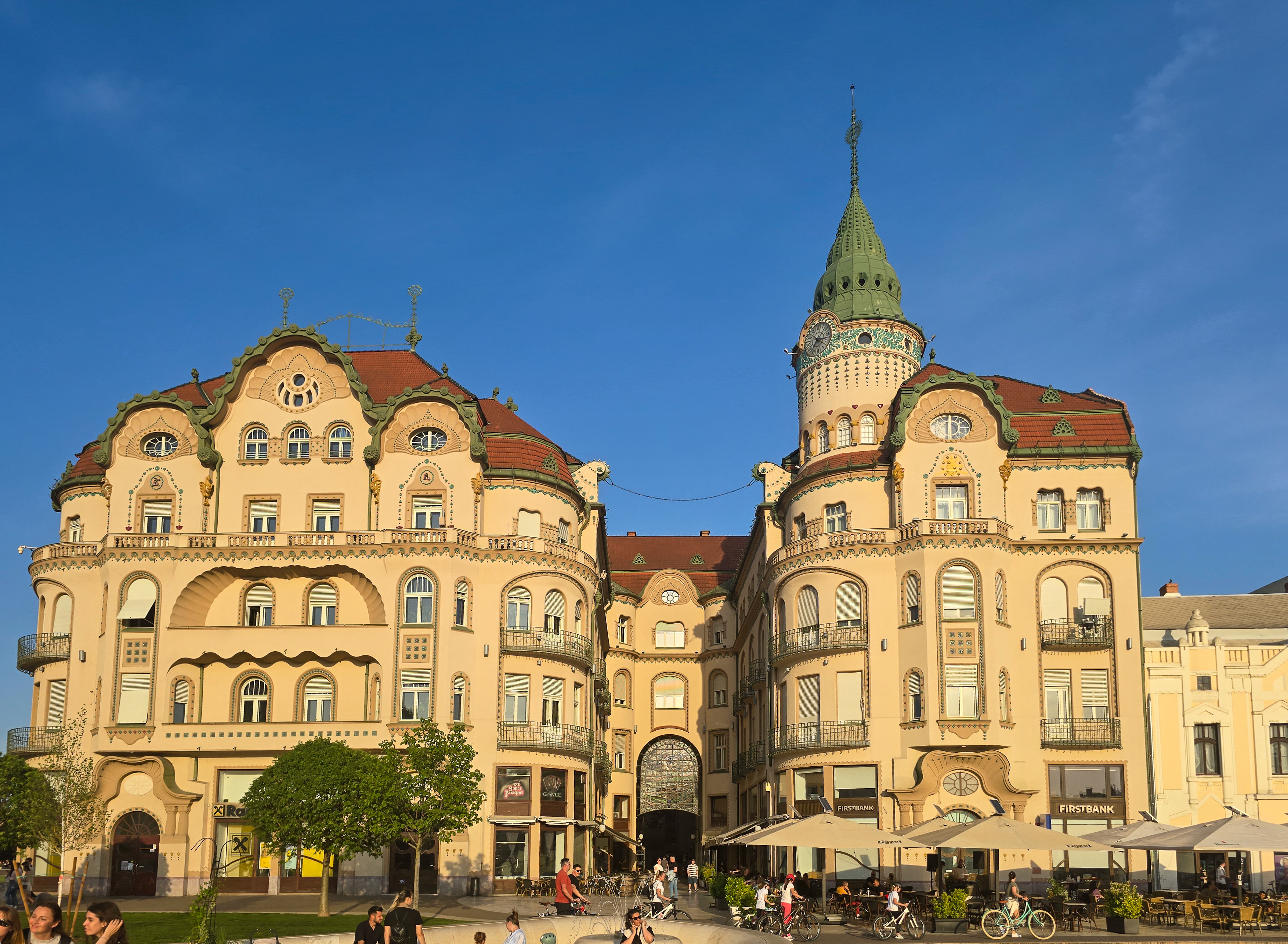
A Fekete Sas palota

- Római katolikus (barokk) püspöki palota.
- Római katolikus székesegyház, Erdély és Románia legnagyobb barokk temploma
- Kanonoksor. Klasszicizáló barokk stílusban épült 1760–1875 között.
- Astoria Szálló (Nagyvárad)
- Fekete Sas palota, 1907–1909 között épült Komor Marcell és Jakab Dezső tervei alapján, Sztarill Ferenc kivitelezésében. A szálloda 1908. november 1-jén nyílt meg. A palota helyén állott a Sas fogadó, melynek termében 1798. augusztus 26-án tartották az első magyar hivatásos színielőadást. E jeles eseményt egy, az egykori Sas fogadó faláról lekerült és a palota Kossuth utca felőli erkélyén elhelyezett márványtábla is megörökítette, amely az épület 1980-as években történt felújításakor eltűnt és azóta sem került elő. Szövege: „E városban ez épületben a színpadról elhangzott első magyar szó emlékére, 1798. augusztus 26.-1898. augusztus 26. Hálás kegyelettel az utókor iránt, a Szigligeti-Társaság kezdeményezésére Nagyvárad város közönsége.”
- Városháza A neoreneszánsz főhomlokzatú monumentális épületet az egykori római katolikus püspökség régi épülete helyére épitették 1902-1903 között ifj. Rimanóczy Kálmán tervei alapján, aki egyben a teljes épitkezést felügyelte és útmutatásaival ellátta.
- Állami Színház (eredetileg Szigligeti Ede nevét viselte), 1899–1900-ban Fellner és Helmer osztrák műépítészek tervei alapján id.Rimanóczy Kálmán, Guttman József és Rendes Vilmos nagyváradi építészek építették. Előtte Szigligeti Ede mellszobra, Margó Ede alkotása, amelyet 1912-ben állítottak a színház elé. A szobrot 1923 nyarán a román hatóság a Schlauch-kertbe száműzte, helyére Mária román királyné szobrát állították, és csak 1940-ben került vissza eredeti helyére. 1948 őszén mint Nagyváradi Állami Magyar Színház kezdi el első évadát. 1955. november 26-tól román tagozat is működik az egykori magyar színház épületében. A timpanont allegorikus szobrok diszitik, középen Hunnia három méter magas alakja mellett kétoldalt a Zene, az Ének, a Vígjáték, és a Tragédia alakja látható. Az eredeti szobrokat Peller Ferenc nagyváradi szobrász készítette annak idején, de jó két évtized múltán hullani kezdett a vakolat, a szobrok megkoptak és a román hatalom restaurálás helyett jobbnak látta teljesen eltüntetni a diszitéseket, és a timpanon mezejét simára vakolták. A kocsifeljárón két oldalt a Dráma és a Vígjáték allegorikus szobrát helyezték el, mindkettő a budapesti Mayer-féle szobrászműhelyből került ki. A 2000-es évek végére visszakerültek a timpanon diszitései,  Deák Árpád nagyváradi szobrászművész munkája.
- Apolló-palota (Fő (románul Republicii) utca 12. szám), 1912–1914 között építették, elsőként ebbe az épületbe vezették be a központi fűtést 1913 novemberében. Érdemes a bérház kapuján bemenni, csodálatos egykori – igaz, ma már nem működő – felvonót láthatunk.
- Stern-palota. Komor Marcell és Jakab Dezső tervei alapján épült a Vágó fivérek irányítása alatt, 1908–1909-ben.
- Pénzügyi palota. Az eklektikus építészet jellegzetes alkotása 1895-ben épült ifjabb Rimanóczy Kálmán tervei alapján. Eredetileg a Betegápoló Irgalmas (Mizerikordiánus) laikus férfi szerzetesrend tulajdona volt, ők építtették bérpalotaként, hogy a bérleti díjakból a nincstelen betegek ápolását fedezhessék.
- Igazságügyi palota
- Nemzeti (volt Osztrák–Magyar) bank épülete
- Deutsch-ház
- Poynár-ház
- Pannónia Szálló
- Park Szálló
- Ullmann-palota (1913), Löbl Ferenc tervei alapján
- László Szabadkőműves páholy épülete
- Moskovits-palota
- Görögkatolikus püspöki palota. Ifj. Rimanóczy Kálmán tervei alapján épült, 1903-ban.
- A várost gyönyörű barokk épületek gazdagítják.
- A szecesszió jegyében született épületek híresek.

### A Sebes-Körös Nagyváradon

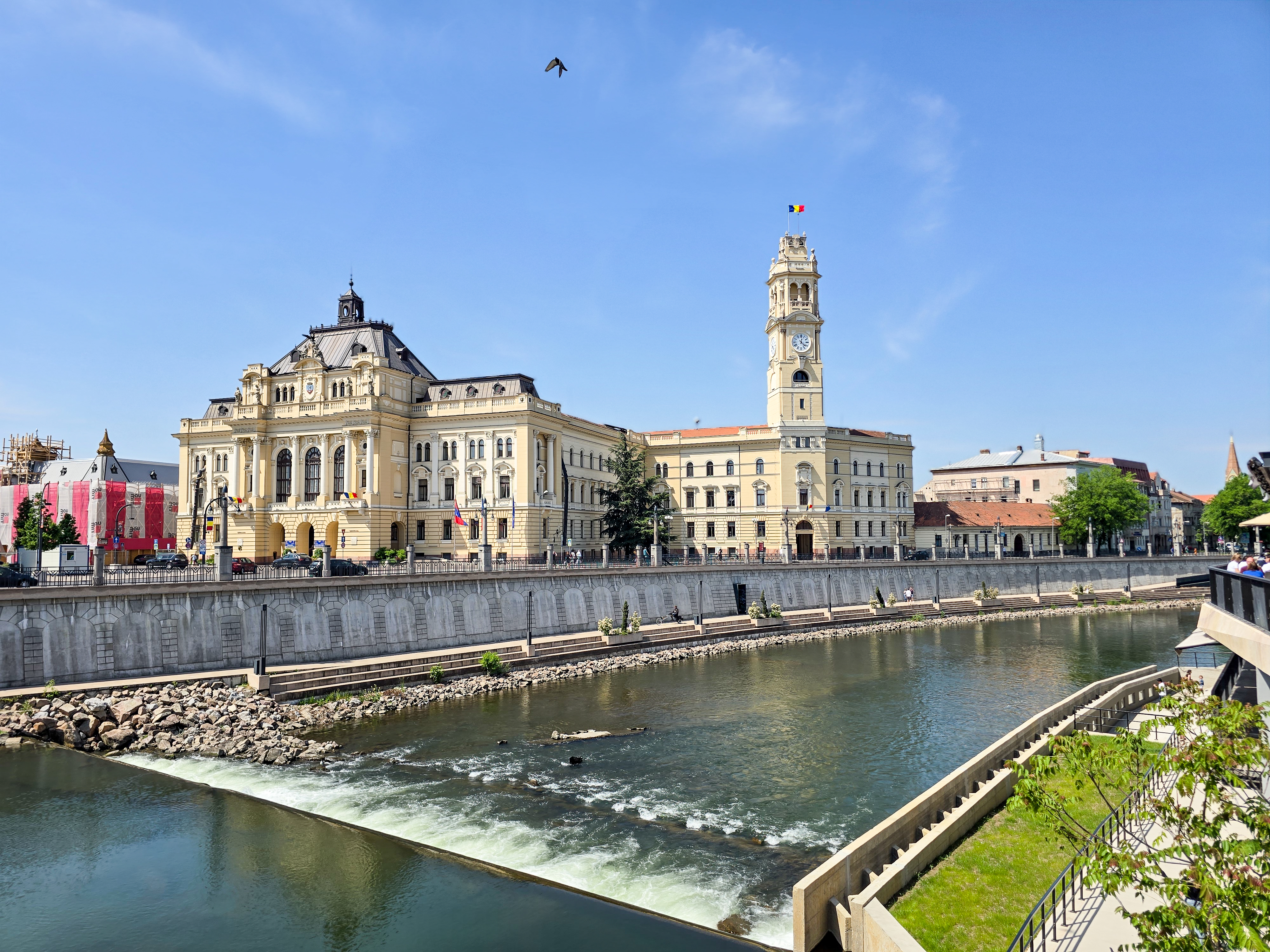
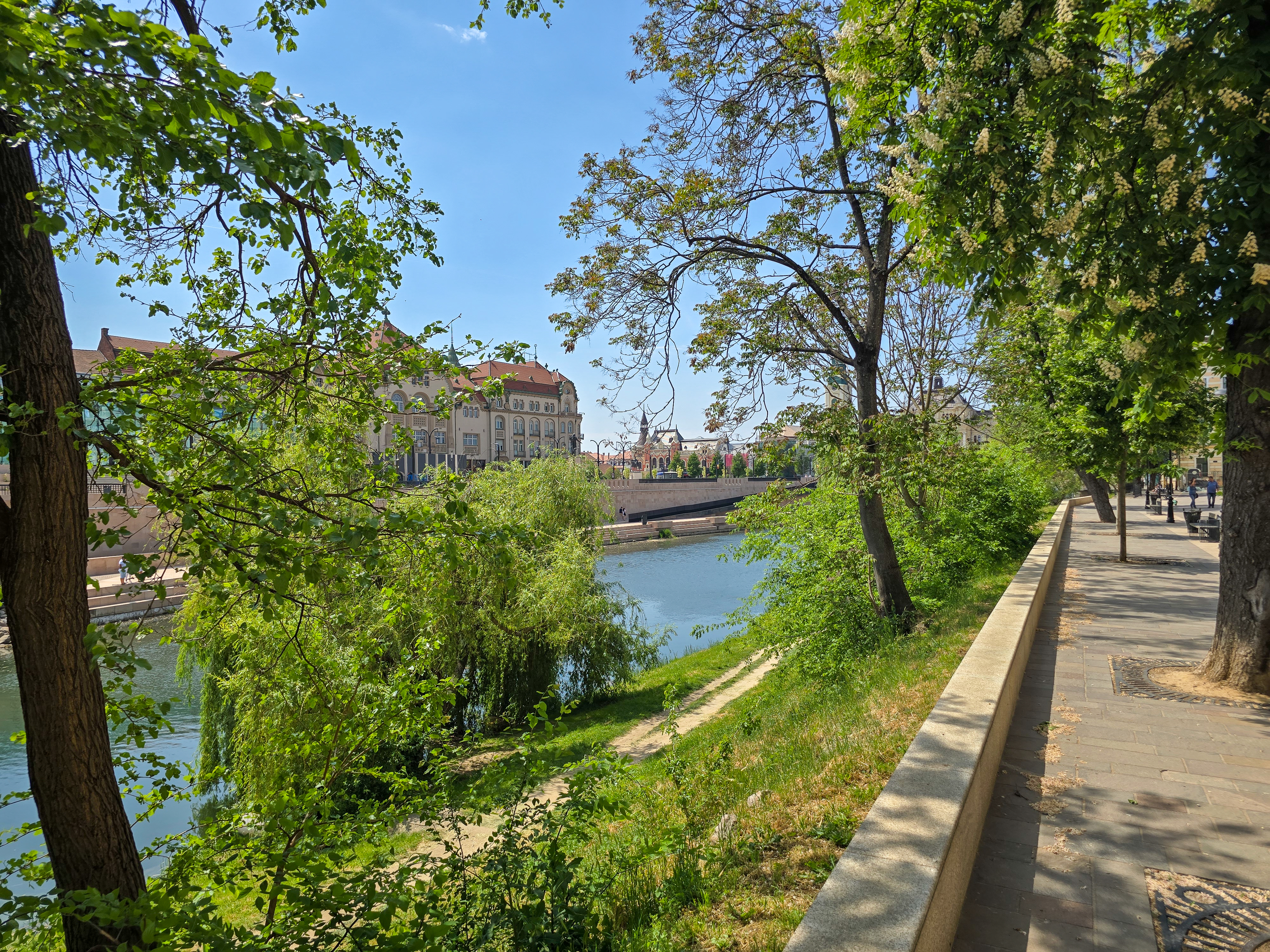
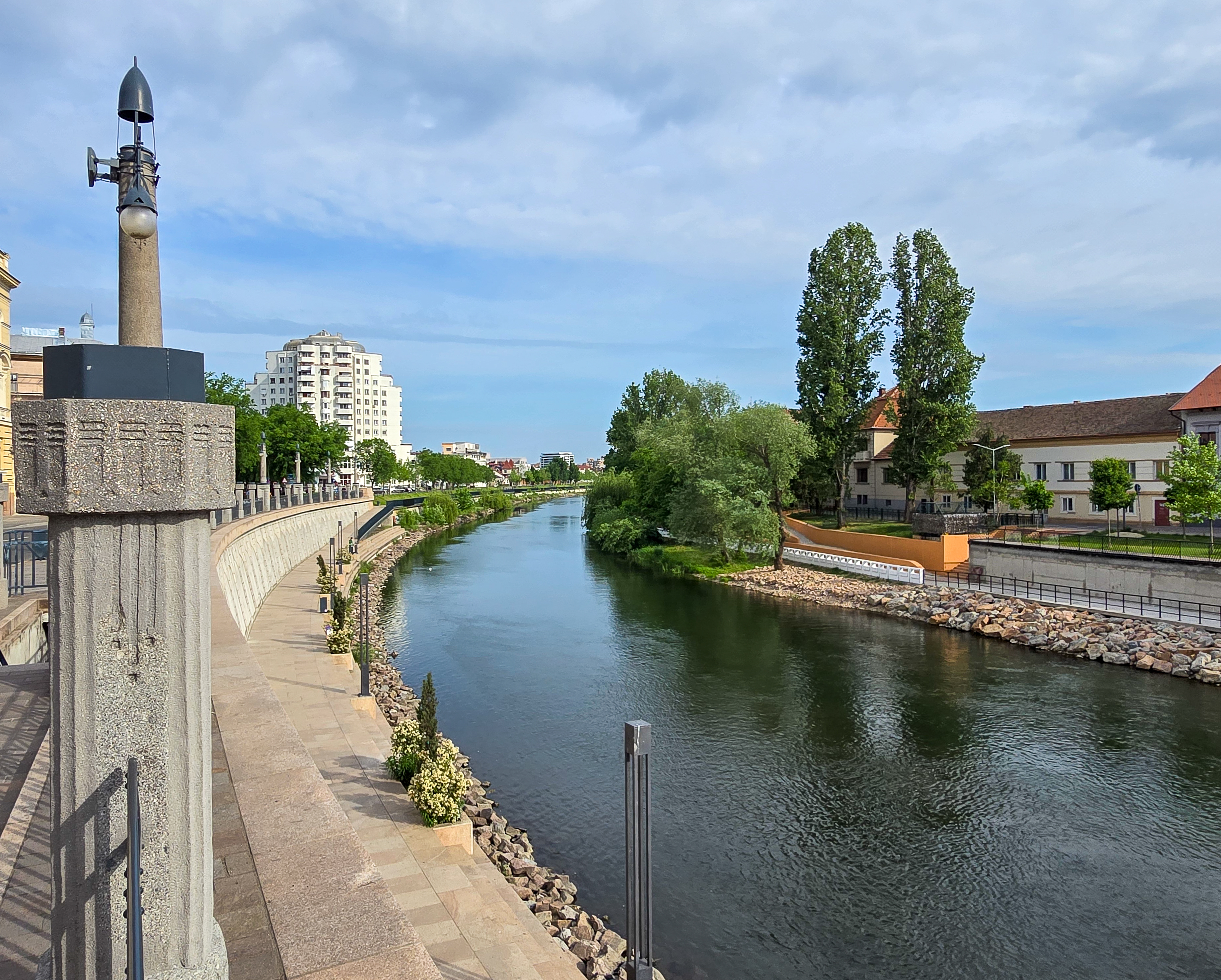
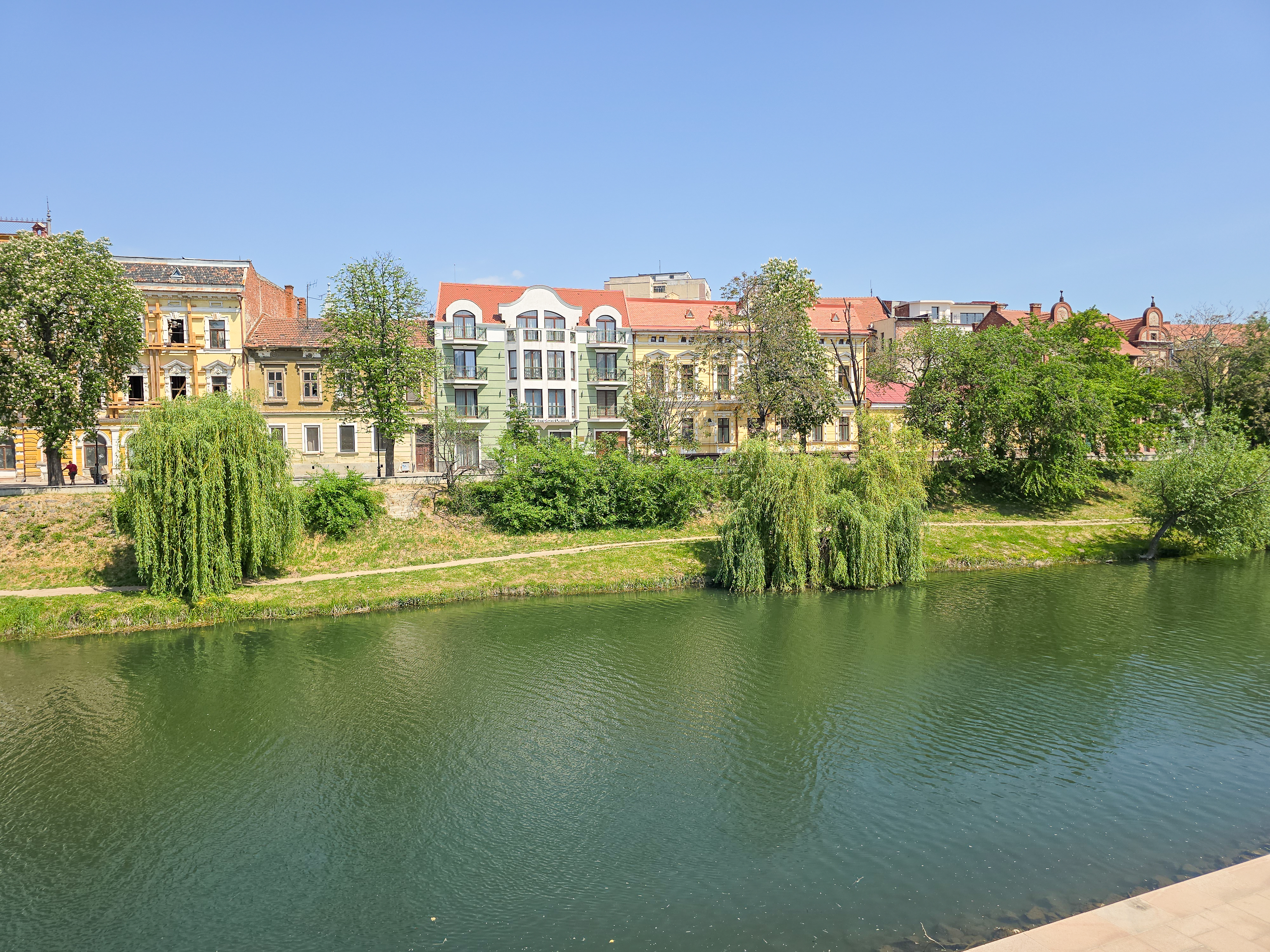
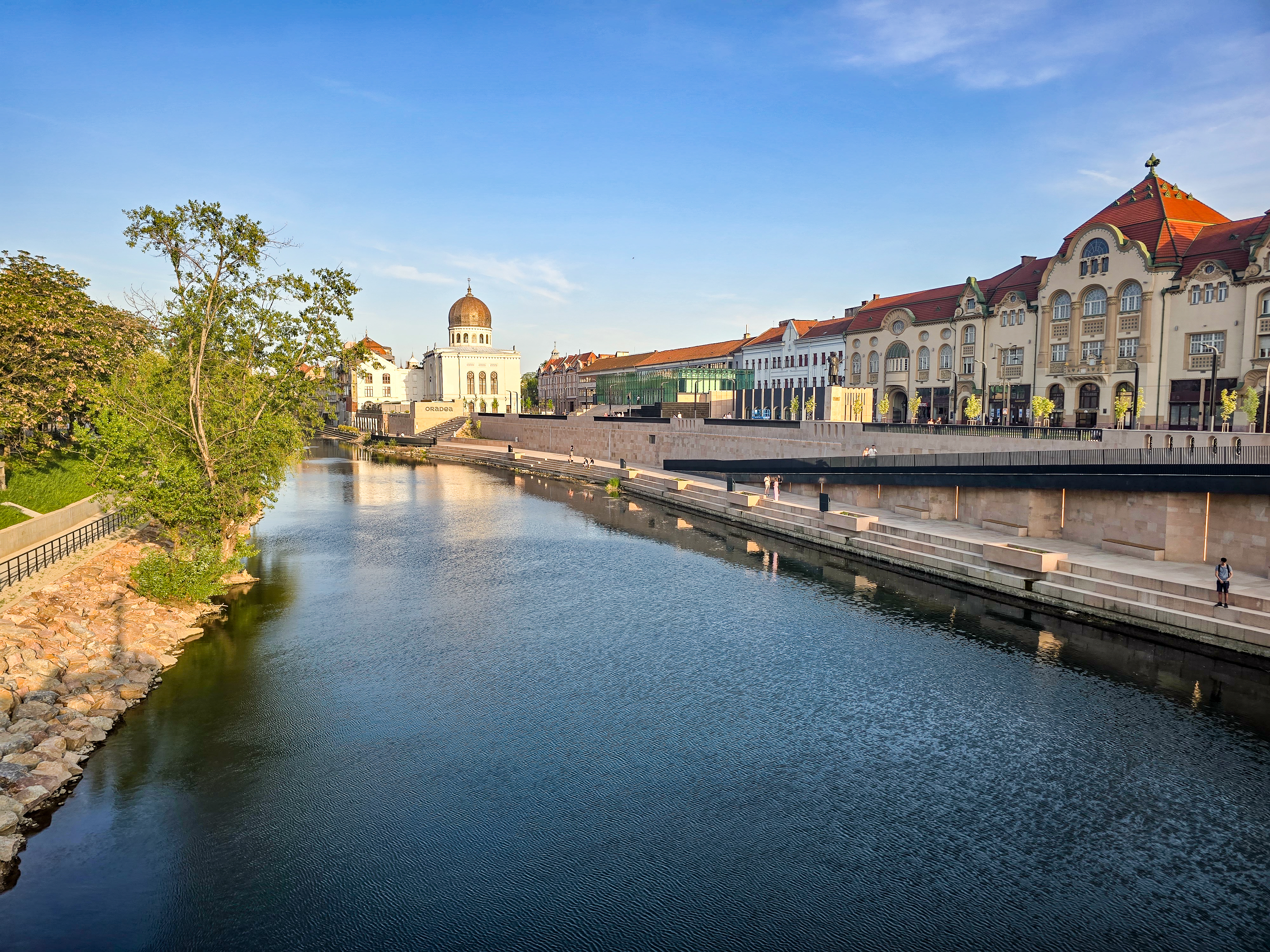

### Múzeumok
- Körösvidéki Múzeum

Részegységei:

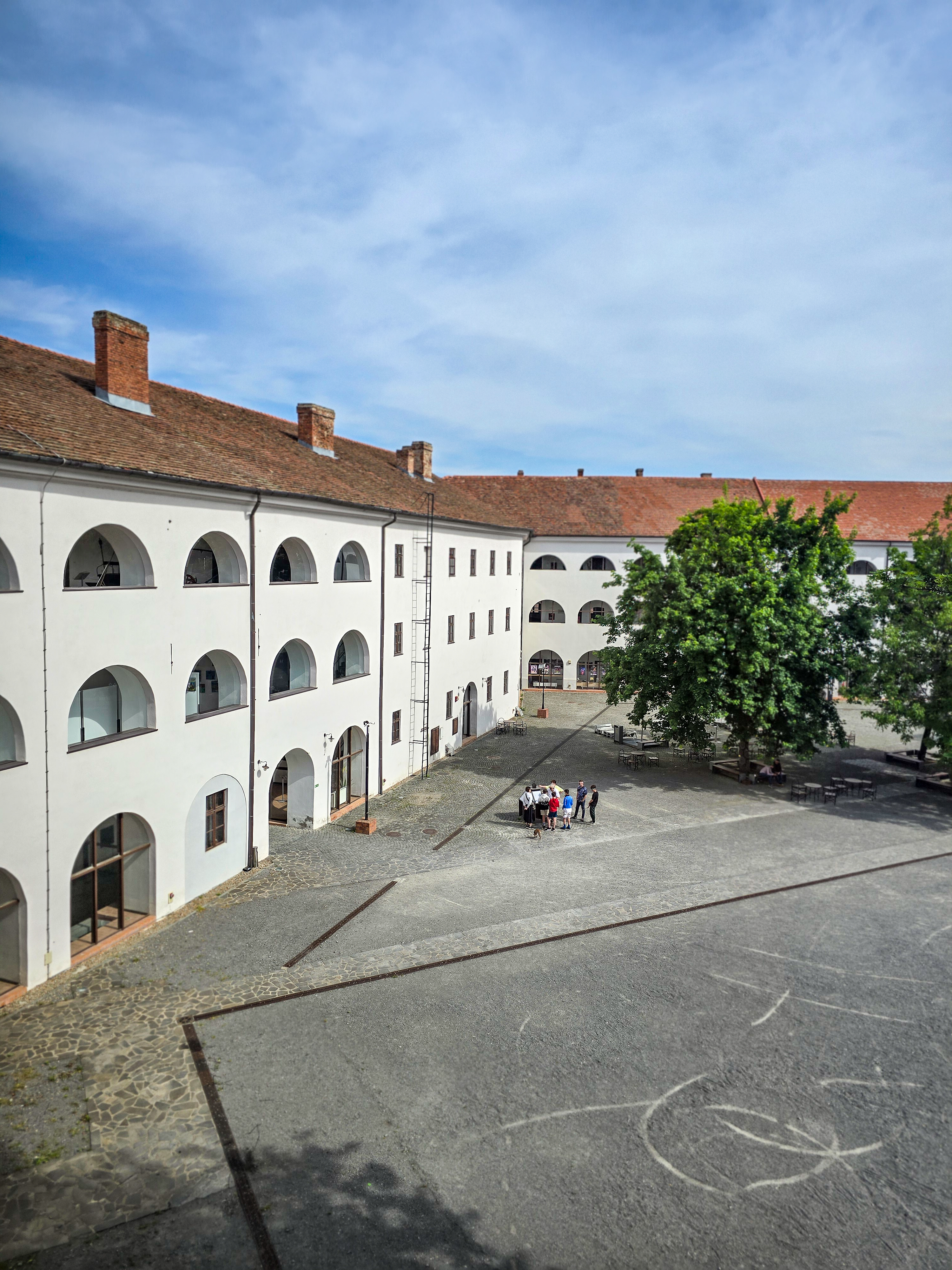
Kilátás a Nagyváradi Városi Múzeum ablakából a vár udvarára

- - Nagyváradi Városi Múzeum (a várban)
  - Ady Endre emlékmúzeum. 1955-ben nyílt meg, igazgatója Tabéry Géza író volt.
  - Iosif Vulcan Emlékmúzeum
  - Zichy-barlang (Rév falunál]
- Darvas–La Roche-ház

### Szobrok, emlékművek

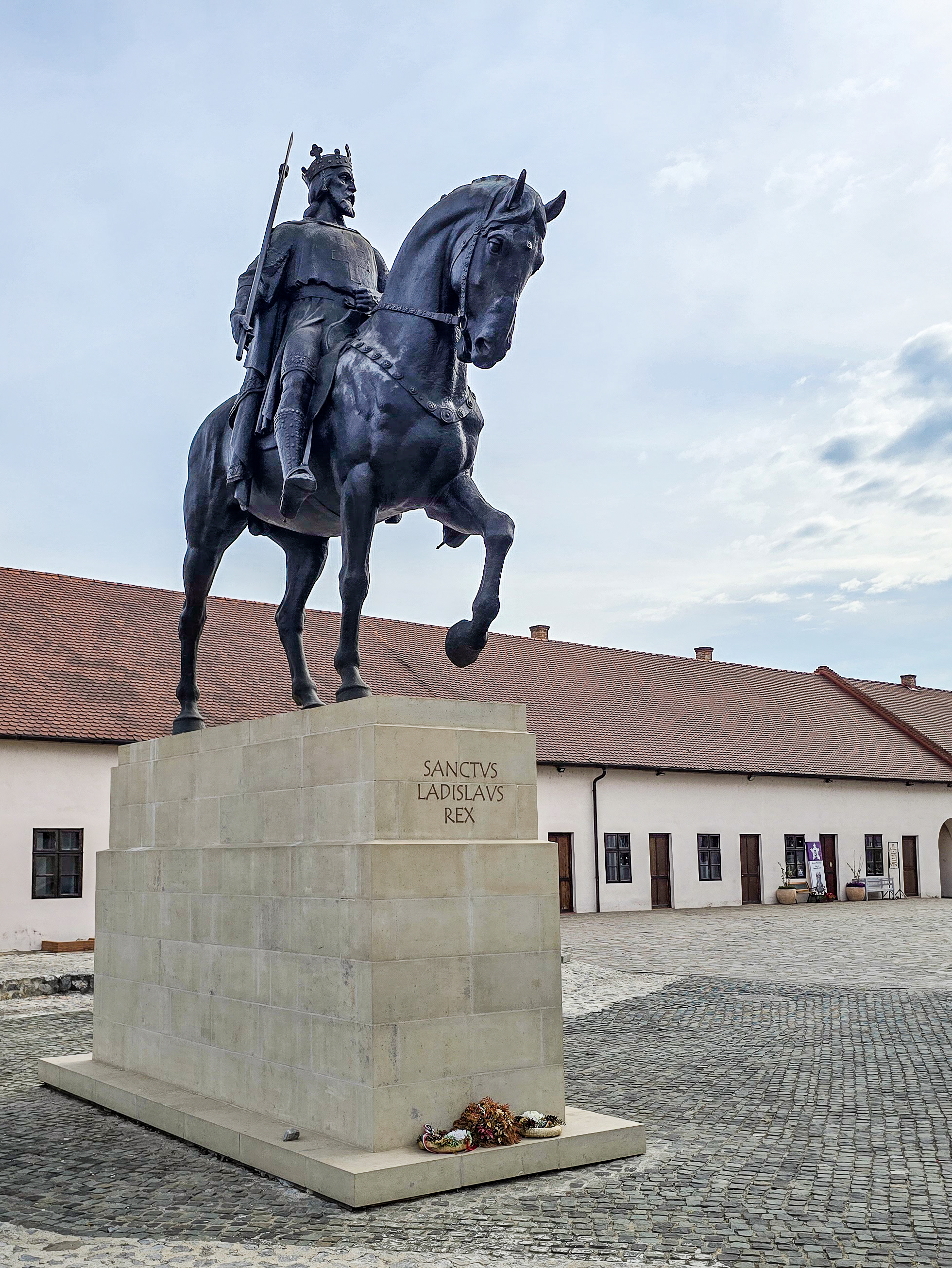
Szent László lovasszobra a nagyváradi várban

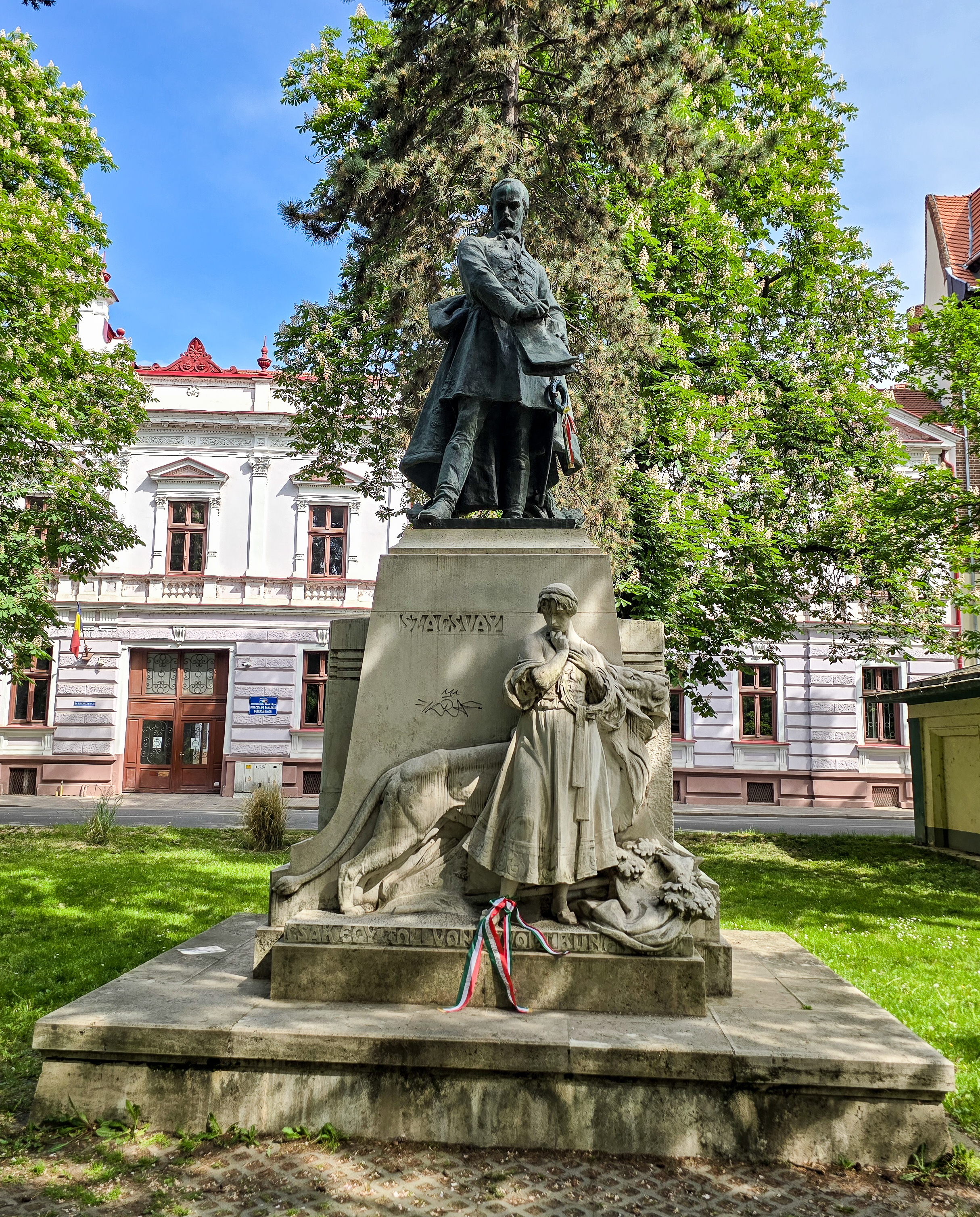
Szacsvay Imre szobra a Sebes-Körös menti parkban

- Szigligeti Ede mellszobra az Állami Színház (egykor és ma: Szigligeti Színház) előtt. Margó Ede alkotását 1912. december 12-én avatták fel. A román megszállást követően, 1921-ben a szobrot elköltöztették, helyébe Maria román királyné szobra került. A bécsi döntés után, 1941-ben visszakerült eredeti helyére.
- József Attila állószobra a Petőfi parkban (egykori Schlauch-kert), a nagyváradi születésű Wagner Nándor alkotása. Az 1955-ben készült szobrot – a művész végakaratának megfelelően – annak felesége ajándékozta Nagyvárad városának.
- Tordai Szaniszló Ferenc (Szombathely, 1792. augusztus 2. – Bécs, 1869. december 13.) szobra a római katolikus püspöki rezidencia kertjében
- Petőfi Sándor mellszobra a Petőfi parkban (egykori Schlauch-kert) 1991-től látható. Farkas József műkőből készített szoborportréja eredetileg az 1960-as években a Bunyitay-ligetben állt, a rendszerváltást követően került elő rejtekéből
- A Szent László király szoboregyüttes Tóth István alkotása, 1893-ban állították el Nagyvárad főterén, Schlauch Lőrinc bíboros szentelte fel. 1923-ban, a trianoni béke után a román hatóságok követően áthelyezték a nagyváradi római katolikus székesegyház elé.
- Szacsvay Imre szoboregyüttes az Ezredévi Emléktéren. A mártírhalált szenvedett nemzeti hős Körös-parti bronzszobrát Margó Ede készítette 1907. március 15-én avatták fel.
- Szent László király kőszobra a római katolikus bazilika kertjében, az egykori múzeum kertjében elásott szobrot csak a rendszerváltást követően merték előásni
- Ady Endre kőből készült büsztjét, Vetró Artúr alkotását az egykori Széchenyi téren, az Igazságügyi Palota előtt 1957 novemberében az Ady Endre Emlékmúzeum mögötti virágágyás közepén állították fel. Mostani helyére, a Mária mennybemenetele szobor talapzatának alsó részére 1960 augusztusában helyezték, megbontva ezzel a kompozíció stílusegységét.
- A Holnaposok szoborcsoportot 2012-ben avatták fel, érdekessége, hogy Ady Endre, Juhász Gyula, Emőd Tamás, és Dutka Ákos alakja közé be lehet ülni, mivel egy ötödik szék is helyett kapott a kompozícióban. A Republicii (Fő) utcán áll, a Bazárépület és az Ady Endre Elméleti Líceum között, Deák Árpád munkája.
- Bethlen Gábor fejedelem állószobra a Petőfi parkban (egykori Schlauch-kert). A szobrot 2003-ban avatták fel, azonban azt jóval korábban, 1941-ben alkotta Kós András szobrász (Kós Károly fia). A szobrász 2010. június 11-én hunyt el.
- A holokauszt áldozatainak emlékműve az Ullmann-palota udvarán
- Iosif Vulcan (Vulkán József) márványszobra, Fekete József alkotása, 1964-től áll most a nevét viselő (eredetileg Rimanóczy Kálmán) utca végén.
- Nicolae Balcescu bronzszobra, Fekete József alkotása, 1969.
- Rhédey Lajos mellszobra. 2018-ban avatták fel, a korábban nevét viselő, és a városnak adományozott, mai nevén Bălcescu parkban, nem messze a család mauzóleumától. Az emlékmű Deák Árpád alkotása.
- Heyman Éva szobra. A váradi Anne Frank-ként is emlegetett zsidó lány a holokauszt áldozata lett, a Bălcescu (Rhédey) parkban álló szobra a Nagyváradról és Bihar megyéből elhurcolt zsidóknak állít emléket.
- A nagyváradi repülőtér halljában található Zburatorul (A repülő) faszobor, Fekete József alkotása, 1975
- Lorántffy Zsuzsanna bronzszobrát a várad-olaszi református templom előtti parkban állították fel a Magyar Reformátusok III. Világtalálkozója alkalmából 1996-ban. Az egész alakos szobrot Gergely István készítette.
- Mihai Eminescu költő egész alakos bronzszobrát 1990-ben állították fel az impozáns eklektikus stílusú lebontott főtéri épületek helyén kialakított parkoló előtti zöldövezetben, alkotója Ovidiu Maitec
- Emanuil Gojdu (Gozsdu Manó) kőszobra 1988-tól állt a város főterén, alkotója Mircea Ştefănescu. A szobrot később restaurálták, ma a Nagyvásár (December 1.) téri parkban látható.
- Mihai Viteazul lovasszobor a Szent László téren (eredetileg ott állt a városalapító Szent László király szoboregyüttes, amelyet a püspöki palota elé száműztek az impériumváltás alkalmával). Alexandru Gheorghiţa és felesége, Geta Caragiu műve 1994-ben került a térre. A szobor 2024-ben a Nagyvásár (1 Decembrie) tér keleti végében kerül újra felállításra, amikor is a tér ezen része Mihai Viteazul nevet kapja.
- I. Ferdinánd román király lovasszobra, Florin Codre alkotása, került 2019-ben a főtérre, a Mihai Viteazul szobor helyére. 1924–1940 között egy hasonló szobor, Kara Mihály (a román királyi család udvari szobrásza) alkotása, állt itt.
- Gábor Áron kőszobra az ágyúval, Oláh Sándor szobrászművész alkotása 1943 júniusában került a nagyváradi Magyar Királyi Honvéd Hadapródiskola udvarára. Ezt is eltávolították a háború után, sokáig a múzeumban őrizték, majd az 1960-as évek politikailag enyhülő időszakában Kézdivásárhely főterén állították fel, ahol mindmáig látható.
- Az ismeretlen katona szocreál stílusban megformázott szobra 1959-től áll az egykori Nagyvásár téren (ma December 1. tér), Iulia Oniţa munkája
- George Enescu mellszobra, Constantin Popovici 1958-as alkotása 1984-ben került a Baross-hídnak a Continental Szálloda felőli hídfőjéhez
- Dimitrie Cantemir egész alakos bronzszobrát (Ion Irimescu alkotása) 1985-ben állították fel a hasonló nevű utca (az egykori Ghillányi út) végében, a Pece patak partján
- Traian Moşoiu mellszobrát, Teodor Zamfirescu alkotását a Divizió előtt állították fel 1992-ben, de a volt Hadapródiskola azóta megszűnt katonai objektumnak lenni
- Avram Iancu bronz mellszobrát Cornel Durgheu formázta meg, 1994-ben került a megyei rendőr-főkapitányság Traian parki székháza elé.
- ifj. Rimanóczy Kálmán szobrát, amely Alexandru Păsat munkája, 2020 májusában avatták fel a Váradolaszi Szentlélek kiáradása plébániatemplom előtt.
- Szent László király újabb lovasszobra, 2023-ban került felavatásra, a várbeli fejedelmi palota külső udvarán. Alkotója a helyi szobrászművész, Deák Árpád.
- Emmanuel de Martonne francia térképész, aki a trianoni tárgyalások alatt Georges Clemenceau tanácsadója volt, bronz mellszobrot kapott a December 1. parkban.

Ma már nem látható szobrok, emlékművek
- Tisza Kálmán szoboregyüttes az egykori Tisza Kálmán téren, alkotója Szentgyörgyi István (1928). A román hatalom beálltával már nem lehetett a szobrot Nagyváradon, azaz Tisza szülővárosában felállítani, ezért Berettyóújfaluban került felavatásra, ahol 1942-ig állt. Ekkor került Nagyváradra, mivel az ismét magyar fennhatóság alá került. Az 1945-ös impériumváltás alkalmával a szoboregyüttest eltávolították talapzatáról, mely utóbbi 1970-ig üresen állt. Az alkotást valószínűleg beolvasztották.

## Testvérvárosok
- Ceyrat, Franciaország
- Coslada, Spanyolország
- Debrecen, Magyarország
- Givatajim, Izrael
- Mantova, Olaszország[16]